# Bad Zwischenahn
Bad Zwischenahn (bis 1919 Zwischenahn, niederdeutsch Twüschenahn) ist die nach Einwohnerzahl größte Gemeinde im Landkreis Ammerland in Niedersachsen und liegt westlich der Stadt Oldenburg. Seit dem 1. Januar 2022 hat Bad Zwischenahn den Status einer selbständigen Gemeinde.

## Geographie

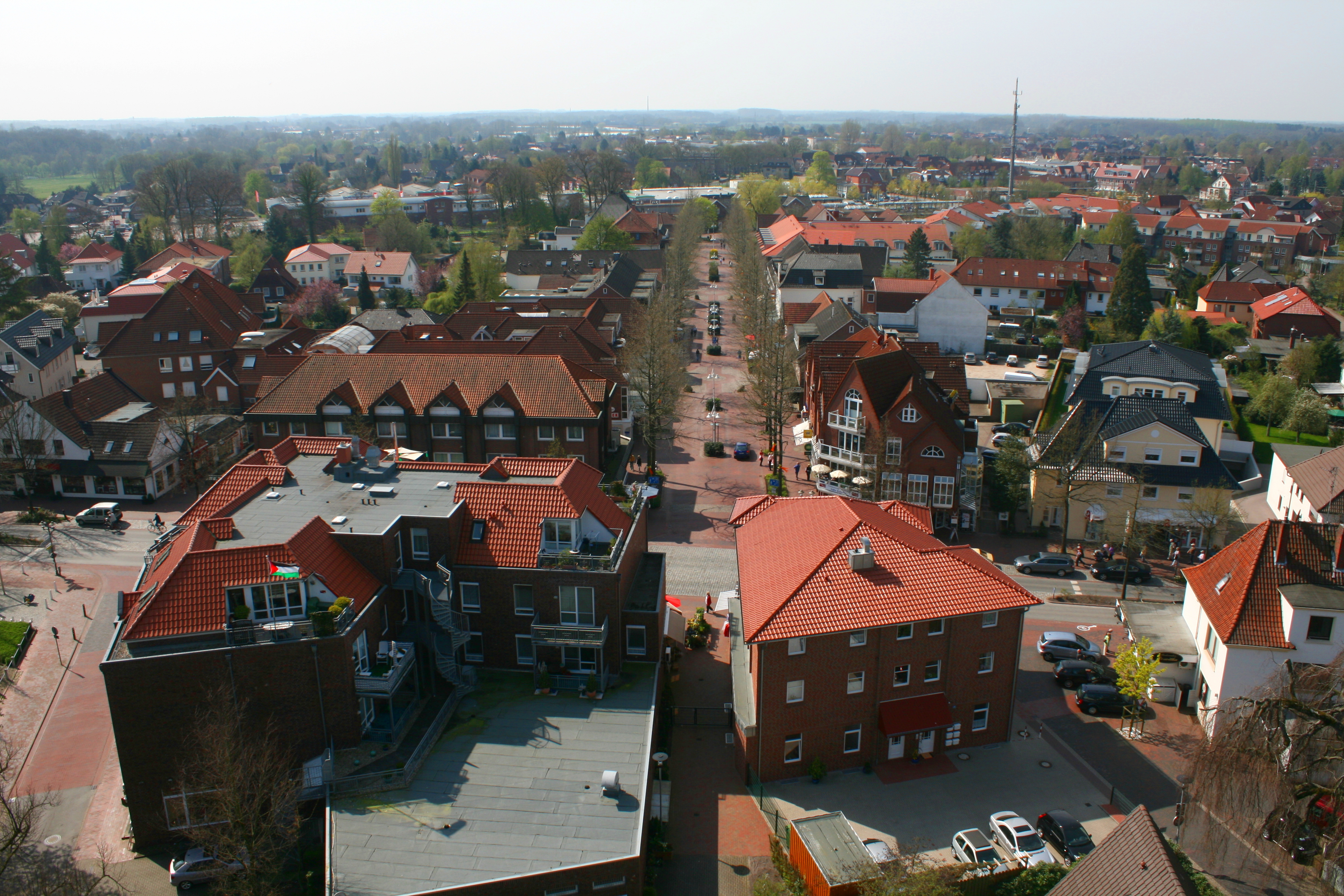
Luftbild des Ortes Bad Zwischenahn (aufgenommen vom Wasserturm, im Zentrum des Bildes ist die Bahnhofstraße)

### Geographische Lage
Die Gemeinde Bad Zwischenahn liegt im Südosten des Landkreises Ammerland. Hauptort der Gemeinde und deren Verwaltungssitz ist der gleichnamige Ort Bad Zwischenahn am Zwischenahner Meer. Er liegt 17 Kilometer westlich der Stadt Oldenburg. Die Nordsee ist rund 60 Kilometer und die niederländische Grenze rund 80 Kilometer entfernt.

### Nachbargemeinden
Die Gemeinde Bad Zwischenahn grenzt im Nordosten an die Gemeinde Wiefelstede, im Südosten an die Stadt Oldenburg, im Süden an die Gemeinde Edewecht und im Nordwesten an die Kreisstadt Westerstede.

### Flächennutzung

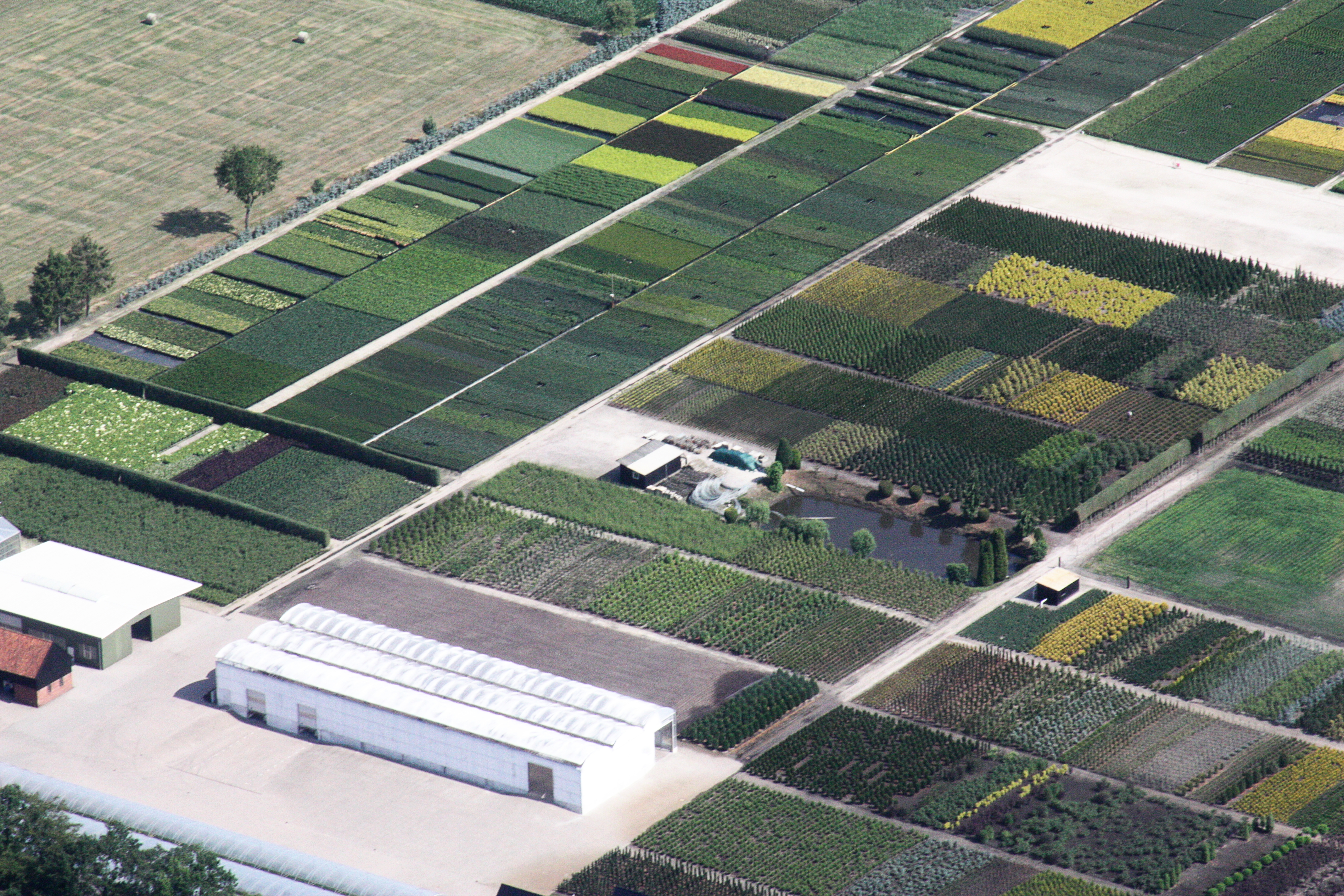
Baumschule in der Gemeinde Bad Zwischenahn

Das Landschaftsbild wird geprägt durch die im gesamten Ammerland vorkommenden Baumschulen, die vor allem aufgrund des küstennahen Klimas (hohe Feuchtigkeit, milde Winter) in dieser Gegend hervorragende Voraussetzungen finden. Besonders Rhododendren, aus den regenreichen Gebieten des Himalaya kommende fleischblättrige Hartgehölze, finden hier die zur Aufzucht notwendige feuchte Luft.
10,3 % des Gemeindegebietes sind von Wäldern und Gehölzen bedeckt (Stand: 1993). Als größtes zusammenhängendes Waldgebiet ist hier der Wold bei Bloh zu nennen. Er ist circa 250 Hektar groß und bietet mit dem Baggersee Woldsee einen im Sommer gern besuchten Badepark. Etwa 35 % des Gemeindegebietes werden als Weideland oder Wiese genutzt. Besonders die kultivierten Gebiete der ehemaligen Hochmoore zählen zu diesen Flächen. Ackerland inklusive Baumschulen und Gartenbaubetriebe bildet etwa 23 % der Gemeindefläche. Anders als im Mittelalter findet man heute auch in den trockengelegten Moorflächen Äcker. Hier unterscheidet man zwischen den historischen Eschäckern und den neuzeitlichen Mooräckern.

### Geologie
Die Gemeinde Bad Zwischenahn liegt im Gebiet der Nordoldenburgisch-Ostfriesischen Geest. Während in den Niederungen (Täler) feuchte Wiesen zu finden sind, wurden auf den sandigen Rücken Ackerflächen kultiviert. Auf diesen Rücken wurde bis zum Mittelalter vorwiegend Getreide angebaut. Durch den Mono-Anbau kam es zur Verarmung von Nährstoffen. Um dem verarmten Boden wieder Nährstoffe zuzuführen, stach man im humusreichen Grünland der Täler sogenannte Plaggen aus und brachte sie, angereichert mit Tierexkrementen, als Plaggendünger auf den Ackerflächen aus. Hierdurch wurden die Geestrückenflächen zum plaggengedüngten Esch. Durch das Aufbringen dieser Düngemittel wurden im Laufe der Zeit die Eschflächen deutlich erhöht. Die Talböden sind oft überschwemmt, was auf den unterhalb der Ammerländer Geest befindlichen Ton zurückzuführen ist.
Südlich der Ammerländer Geest befindet sich die Leda-Jümme-Niederung. Diese Niederung besteht hauptsächlich aus Moor. Die zur Gemeinde Bad Zwischenahn gehörenden großen Moore Ekerner Moor, Speckener Moor und Kayhauser Moor gehören als nördliche Ausläufer zum Vehnemoor. Durch das Vorhandensein von Moor konnte Bad Zwischenahn zum staatlich anerkannten Moorheilbad ausgebaut werden und auch durch den Abbau von Torf wirtschaftlich profitieren.
Zentrum der Gemeinde ist das Zwischenahner Meer, welches über einem weit in die Tiefe ragenden Salzstock liegt.

### Gemeindegliederung

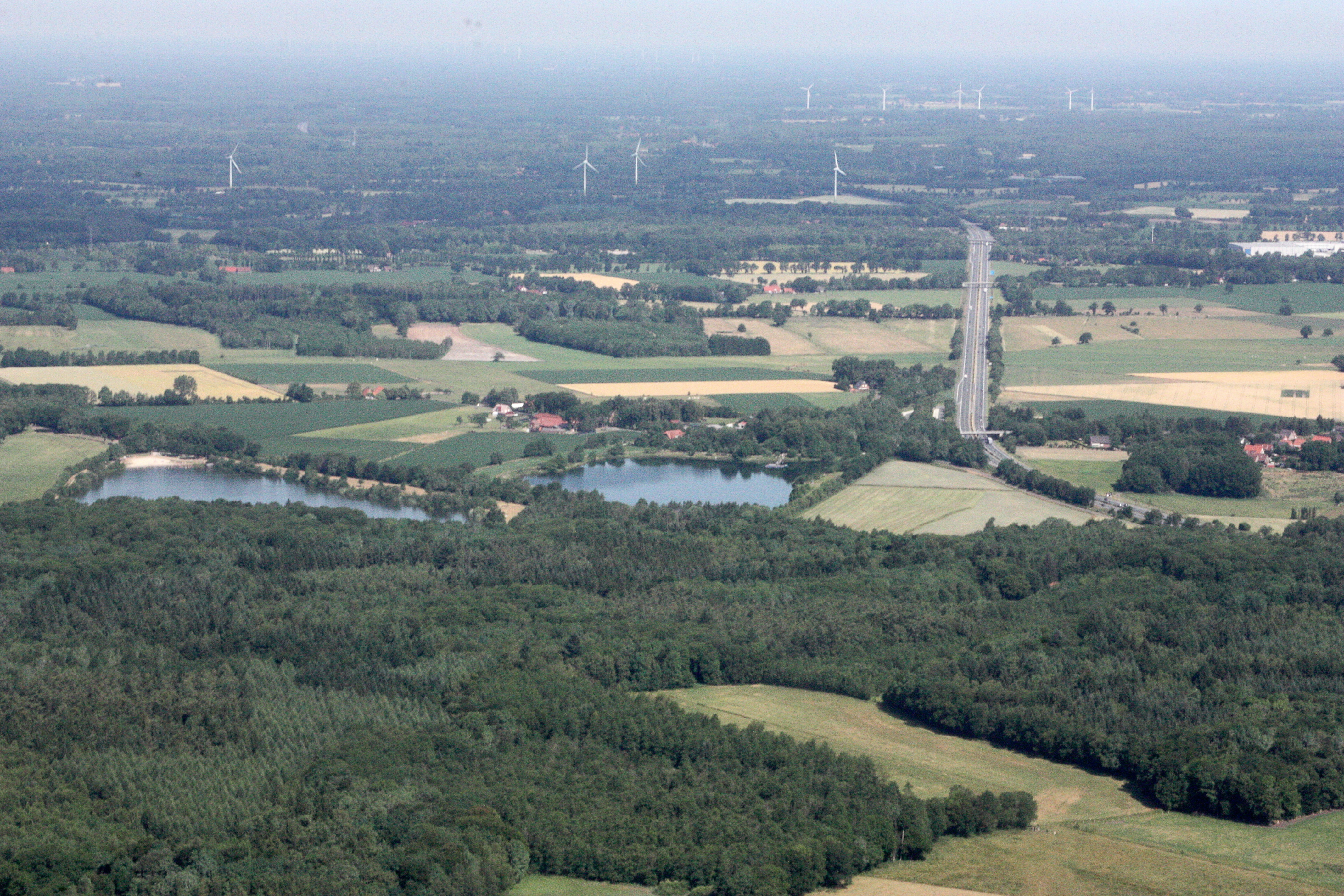
Osten der Gemeinde Bad Zwischenahn aus der Luft

Die Gemeinde Bad Zwischenahn gliedert sich in 18 Gemeindeteile (Bauerschaften):
- Aschhausen
- Bad Zwischenahn
- Bloh
- Dänikhorst
- Ekern
- Elmendorf
- Helle
- Kayhausen
- Kayhauserfeld
- Ofen
- Ohrwege
- Petersfehn I
- Petersfehn II
- Rostrup I
- Rostrup II
- Specken
- Wehnen
- Westerholtsfelde

## Geschichte

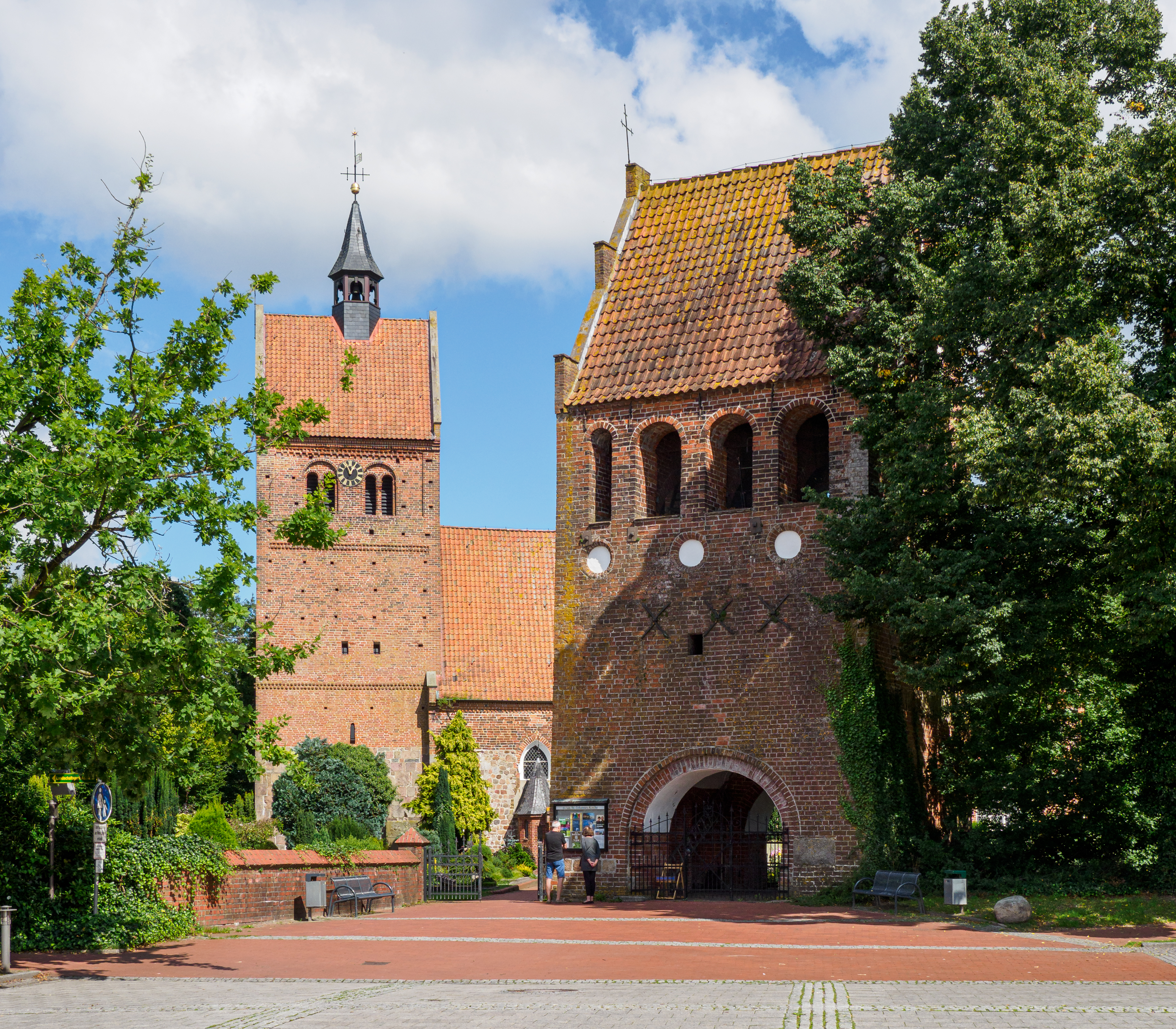
Ev.-Luth. St. Johannes-Kirche

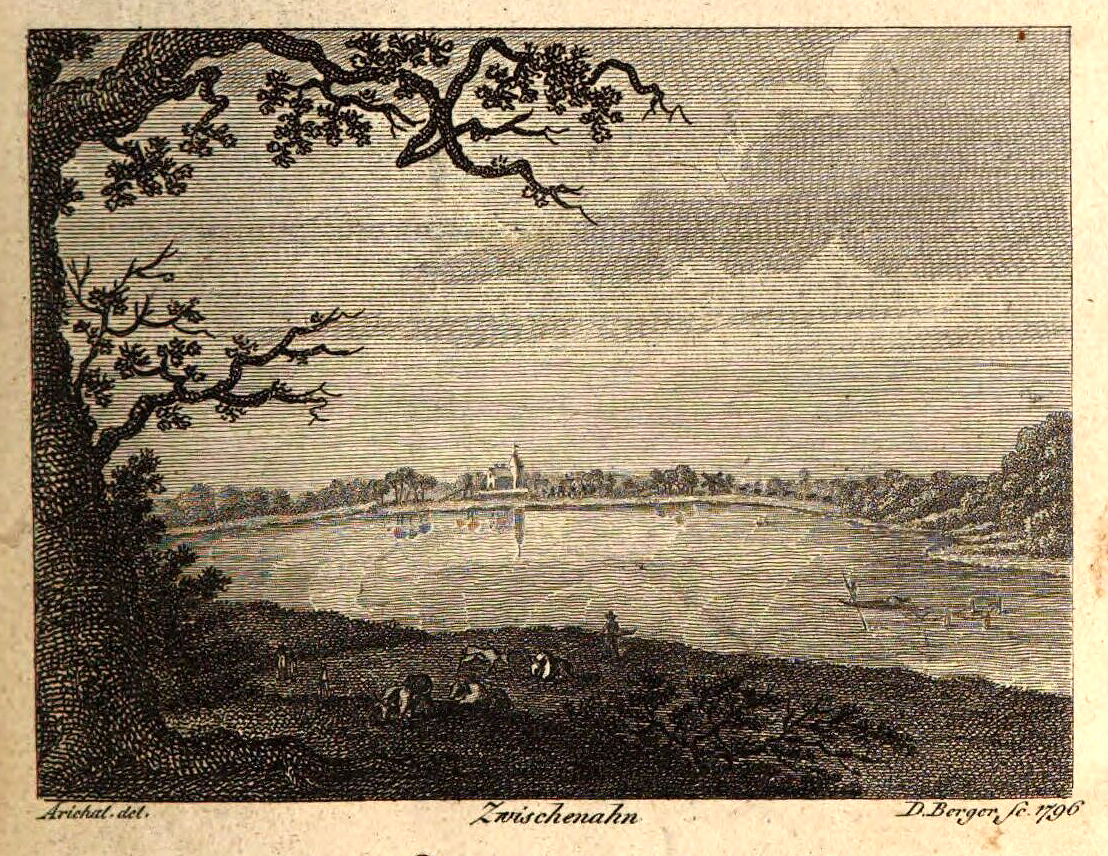
1796 datierter Kupferstich „Zwischenahn“ von Daniel Berger nach Francis Arichall;
Frontispiz (Ausschnitt) für Gerhard Anton von Halems Geschichte des Herzogtums Oldenburg, Band 3

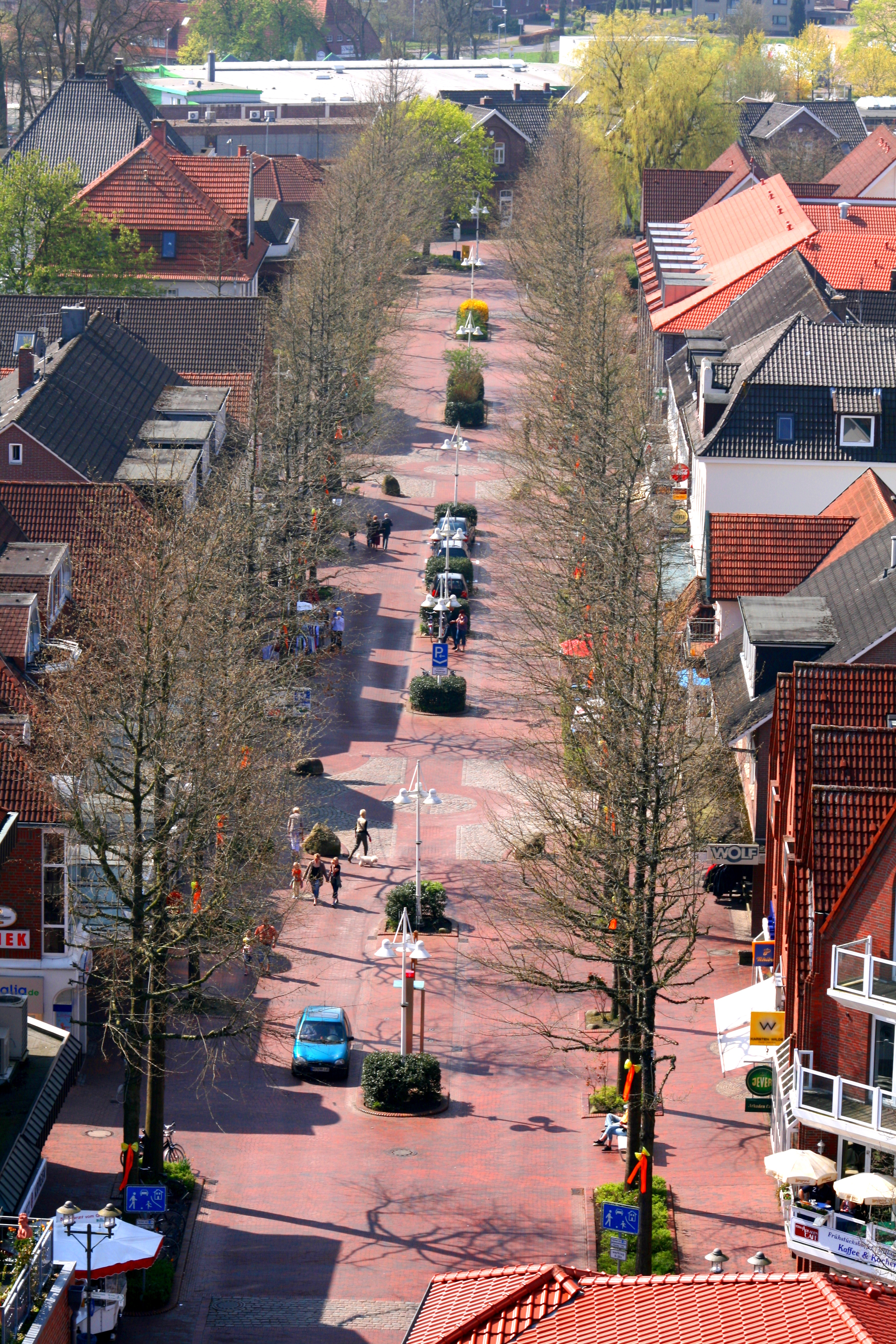
Die Bahnhofstraße in Bad Zwischenahn, im Hintergrund ist der Bahnhof erkennbar

Ausgrabungsfunde in Querenstede bezeugen eine erste Besiedlung des heutigen Gemeindegebietes von Bad Zwischenahn auf die ausklingende Weichsel-Kaltzeit um etwa 10.000 v. Chr. Systematische archäologische Ausgrabungen im Ammerland Mitte des 20. Jahrhunderts deuten auf eine durchgehende Besiedlung hin, die in der Zeit um etwa 500 n. Chr. plötzlich abbrach. Ein bedeutsamer Fund aus dieser Zeit ist der „Junge von Kayhausen“, der 1922 im Kayhauser Moor entdeckt wurde. Nach einer mehrere hundert Jahre andauernden Wüstungszeit begann im 9. Jahrhundert dann die Neubesiedlung der Region. In dieser Zeit entstanden überall Eschhöfe und an den Ausläufern ihrer Ländereien bildeten sich sogenannte Brinksiedlungen mit meist niederwertigerem Ackerboden. In diese Zeit lassen sich auch Ausgrabungsfunde aus einem Brunnen in der Nähe des heutigen Marktplatzes (heute Am Brink) datieren.

### Mittelalter und Frühe Neuzeit
Erste schriftliche Zeugnisse über Zwischenahn gab es im Jahr 1124 im Zusammenhang mit der Gründung der St.-Johannes-Kirche durch den oldenburger Grafen Egilmar. Auf dieses Jahr wird daher die Gründung Bad Zwischenahns festgelegt.
Johann Hechler war nach 1525 der erste lutherische Pastor im Ort, doch erst die Kirchenordnung von 1573 hat in der ganzen Grafschaft Oldenburg und in Zwischenahn die Reformation endgültig eingeführt, Plattdeutsch wurde die Predigtsprache.
Das sich um das Zwischenahner Meer erstreckende Kirchspiel Zwischenahn bildete nach dem Ende der Franzosenzeit ab 1814 mit dem Kirchspiel Edewecht das Amt Zwischenahn, das dann 1858 mit dem Amt Westerstede unter gleichem Namen zusammengelegt wurde.
Mit dem Bau der Chaussee von Oldenburg über Zwischenahn nach Westerstede im Jahr 1837 sowie dem Bau der Bahnstrecke Oldenburg–Leer dreißig Jahre später nahmen die Bevölkerung und der Fremdenverkehr stetig zu. Zwischenahn erfreute sich bereits zu dieser Zeit zunehmender Beliebtheit als Naherholungsort.

### Weimarer Republik und Zeit des Nationalsozialismus
Im Jahr 1919 wurde Zwischenahn der Titel „Bad“ verliehen und 1964 das Prädikat „Staatlich anerkanntes Moorheilbad“. Ein Antrag auf Verleihung des Stadtrechts im Jahr 1974 blieb erfolglos.
Die Ortschaften Ofen, Wehnen, Bloh und Petersfehn aus der aufgelösten Gemeinde Ofen sowie der südliche Teil von Westerholtsfelde aus der Gemeinde Wiefelstede wurden 1933 eingemeindet. Damit erhielt Bad Zwischenahn seine heutige Größe. Ebenso wurde aus dem Amt Westerstede sowie den Gemeinden Rastede und Wiefelstede des Amtes Oldenburg das Amt Ammerland gebildet. 1939 wurde aus dem Amt Ammerland der Landkreis Ammerland.
In der Zeit des Nationalsozialismus zählte Bad Zwischenahn, das zum Gau Weser-Ems gehörte, zu den braunen Hochburgen im Ammerland. Bereits 1928 stellte die NSDAP eine erste Ortsgruppe des Kreises Ammerland auf, ein Jahr später bildete sich die erste SA-Einheit des Ammerlandes in der Gemeinde Zwischenahn. Bei den Reichstagswahlen vom 14. September 1930 erhielt die NSDAP 6.964 von 11.831 abgegebenen Stimmen, bei den Gemeinderatswahlen im November 1930 eroberte sie 9 der 18 Sitze. In großen und blutigen Saalschlachten unter Führung des SA-Standartenführers Bruno Bode schaltete sie bereits 1931 die Opposition aus. Am 27. Mai 1932 sprach Adolf Hitler in Bad Zwischenahn zu über 10.000 Menschen. Bei der Wahl am 29. Mai 1932 im Freistaat Oldenburg erhielt die NSDAP die absolute Mehrheit im Landtag.

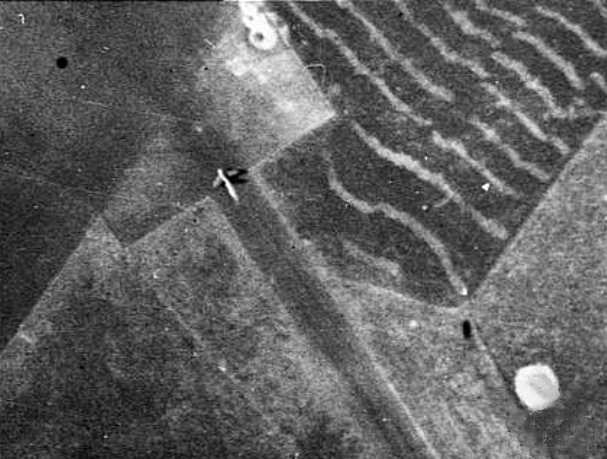
Ein Me 163 Raketenjäger (Abfangjäger) beim Start in Bad Zwischenahn, Oktober 1944

1934 setzte die NSDAP ihren Kreisführer Johann Roggemann zum Bürgermeister der Stadt ein. Sein Parteigenosse Johann Schneider übernahm für ihn die Kreisleitung. Als Beleg für die wirtschaftliche Aufbauleistung des NS-Regimes gilt bis heute in Teilen der Bevölkerung der Bau des Wasserturms Bad Zwischenahn und einer Wasserleitung einschließlich der Kanalisation. 2022 stellte sich heraus, dass der Wasserturm nicht zuletzt zur Versorgung des im Aufbau befindlichen Militärflughafens Adlerhorst in Rostrup diente, von dem aus später Bomber starteten. Ab 1943 gehörte auch ein Erprobungskommando des ersten Raketenjägers, der Me 163, dazu.
Als weiteres Beispiel der wirtschaftlichen und kulturellen Erneuerung galt der lokalen NSDAP-Führung die Erschließung einer durchgehenden Promenade vom „schmucken Eichenwäldchen am Hohen Hagen“ bis zum Zwischenahner Klinischen Sanatorium. Die Heil- und Pflegeanstalt Wehnen (die heutige Karl-Jaspers-Klinik) war mit über 1500 Opfern einer der Hauptorte der Euthanasie im Weser-Ems-Gebiet. Bad Zwischenahn war Standort einer NS-Frauenschule.
Der Eisenbahnunfall von Bad Zwischenahn ereignete sich am 20. November 1944, als ein mit 1500 niederländischen Gefangenen aus der Razzia von Rotterdam besetzter Zug im Bahnhof von Bad Zwischenahn auf einen dort stehenden Zug auffuhr. Dabei starben 29 Menschen, verletzt wurden 67, darunter etwa 30 schwer.
Im März 1945 erfolgten schwere Bombenangriffe auf den Fliegerhorst Rostrup. Am 30. April 1945 forderten kanadische Flugblätter Bad Zwischenahn auf, letztes, sinnloses Blutvergießen zu vermeiden: „Wenn sich Zwischenahn nicht ergibt, wird es dem Erdboden gleichgemacht.“ Allerdings ließen die Kanadier hinter der Front auch durchblicken, „daß es unser Wunsch ist, dieses nette kleine Städtchen nicht dem Erdboden gleichzumachen.“ In der Nacht auf den 1. Mai 1945 erreichte der Edewechter Pastor Wilhelm Schulze – gebürtiger Zwischenahner – als Parlamentär den kampflosen Abzug deutscher Truppen. Die Kanadier dankten ihm mit den Worten: „You have done a great work this night“.
Im Jahr 2011 bildeten 23 Schüler des Gymnasiums Bad Zwischenahn (GZE) einen Kurs zum „Nationalsozialismus“, um die NS-Geschichte ihrer Heimat zu recherchieren, aufzuarbeiten und die Ergebnisse der Öffentlichkeit vorzustellen.

### Nach 1945
Von 1951 bis 1964 lebte die bekennende Nationalsozialistin und Schwiegertochter Kaiser Wilhelms II. Sophie Charlotte von Oldenburg im Ort. Auch lebte dort der katholische Flüchtling aus Polen und spätere Kinderbuchautor Janosch.
2002 war Bad Zwischenahn als „Hauptstadt der Bäume“ Schauplatz der ersten Niedersächsischen Landesgartenschau, die über eine Million Besucher anzog. Das Gartenschaugelände wurde in der Folge zum Park der Gärten weiterentwickelt.
Der Ortskern von Bad Zwischenahn präsentiert sich heute als eine moderne Kleinstadt mit Fußgängerzone, Promenade, Einkaufsläden und Gastronomie.

### Namensentwicklung
Der Name ist höchstwahrscheinlich von dem Wort to-scentan abgeleitet, was auf ein Rodungsgebiet hindeutet. Das Wort bedeutet etwa so viel wie das Herausgeschnittene. Eine andere Theorie besagt, dass der Name auf die Lage zwischen mehreren kleinen Flüssen, den Auen, herrührt. Demnach bedeutet Zwischenahn so viel wie zwischen den Auen.

### Einwohnerstatistik
| Jahr | Einwohner |
| 1998 | 24.617    |
| 1999 | 25.013    |
| 2000 | 25.348    |
| 2001 | 25.634    |
| 2002 | 25.762    |

| Jahr | Einwohner |
| 2003 | 26.236    |
| 2004 | 26.898    |
| 2005 | 26.958    |
| 2006 | 27.173    |
| 2009 | 27.647    |

| Jahr | Einwohner |
| 2015 | 28.204    |
| 2016 | 28.484    |
| 2019 | 28.896    |

### Konfessionsstatistik
Mit Stand 31. Dezember 2005 waren von den 27.353 Einwohnern 59,9 % (16.379) evangelisch, 10,6 % (2.901) römisch-katholisch und 29,5 % waren konfessionslos oder gehörten einer anderen Glaubensgemeinschaft an. Der Anteil der Protestanten und Katholiken an der Gesamtbevölkerung ist seitdem gesunken. Derzeit (Stand 31. Dezember 2024) sind von den 30.689 Einwohnern 39,0 % (11.980) evangelisch-lutherisch, 9,3 % (2.868) römisch-katholisch und 51,7 % sind konfessionslos oder gehören einer anderen Glaubensgemeinschaft an.

## Politik

### Gemeinderat

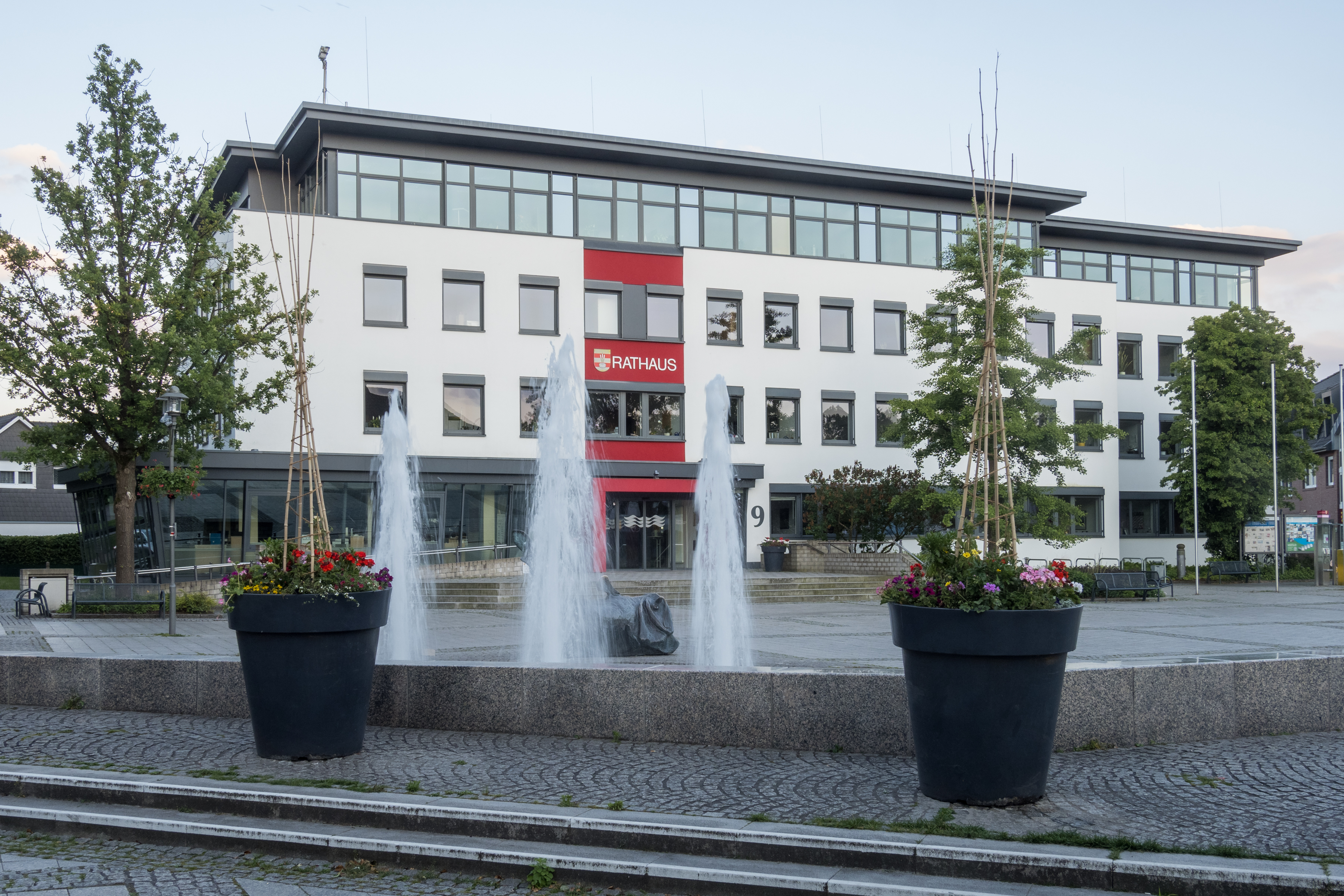
Rathaus in Bad Zwischenahn

Der Gemeinderat der Gemeinde Bad Zwischenahn besteht aus 36 Ratsfrauen und Ratsherren. Dies ist die festgelegte Anzahl für eine Gemeinde mit einer Einwohnerzahl zwischen 25.001 und 30.000 Einwohnern. Die 36 Ratsmitglieder werden durch eine Kommunalwahl für jeweils fünf Jahre gewählt. Die laufende Amtszeit begann am 1. November 2021 und endet am 31. Oktober 2026.
Stimmberechtigt im Gemeinderat ist außerdem der hauptamtliche Bürgermeister Henning Dierks (SPD).
Die letzte Kommunalwahl am 12. September 2021 ergab das vorläufige Ergebnis:
- Linke: 1
- SPD: 11
- Grüne: 5
- PARTEI: 1
- ÖDP: 1
- DZ: 1
- FDP: 2
- CDU: 13
- AfD: 1

| Partei                                      | 2021              | 2021              | 2021              | 2016              | 2016              | 2016              |
| ------------------------------------------- | ----------------- | ----------------- | ----------------- | ----------------- | ----------------- | ----------------- |
|                                             | %                 | Stimmen           | Sitze             | %                 | Stimmen           | Sitze             |
| Christlich Demokratische Union Deutschlands | 34,8              | 15.131            | 13                | 35,2              | 14.678            | 13                |
| Sozialdemokratische Partei Deutschlands     | 31,4              | 13.685            | 11                | 29,5              | 12.282            | 11                |
| Bündnis 90/Die Grünen                       | 14,5              | 6.310             | 5                 | 11,2              | 4.682             | 4                 |
| Freie Demokratische Partei                  | 6,5               | 2.834             | 2                 | 6,7               | 2.796             | 2                 |
| Die Linke                                   | 3,6               | 1.574             | 1                 | 3,8               | 1.598             | 1                 |
| Die Zwischenahner (DZ)                      | 2,9               | 1.252             | 1                 | –                 | –                 | –                 |
| Alternative für Deutschland                 | 2,3               | 1.016             | 1                 | –                 | –                 | –                 |
| Ökologisch-Demokratische Partei             | 1,3               | 563               | 1                 | 2,7               | 1.138             | 1                 |
| Die PARTEI                                  | 1,3               | 550               | 1                 | –                 | –                 | –                 |
| UWG                                         | 1,2               | 516               | 1                 | 7,8               | 3.261             | 3                 |
| Liberal-Konservative Reformer               | 0,3               | 110               | 0                 | 3,0               |                   | 1                 |
| Wahlbeteiligung                             | 15.136 von 25.019 | 15.136 von 25.019 | 15.136 von 25.019 | 14.396 von 24.213 | 14.396 von 24.213 | 14.396 von 24.213 |
| Wahlbeteiligung                             | 60,5 %            | 60,5 %            | 60,5 %            | 59,46 %           | 59,46 %           | 59,46 %           |

### Bürgermeister
Zwischen 2006 und 2021 war Arno Schilling (SPD) Bürgermeister der Gemeinde Bad Zwischenahn. Bei der Bürgermeisterwahl vom 25. Mai 2014 wurde er mit 50,45 % der Stimmen wiedergewählt. Sein Gegenkandidat bei der Stichwahl Christian Wandscher (CDU) erhielt 49,55 %. Die Wahlbeteiligung lag bei 55,51 %.
Seit dem 1. November 2021 ist Henning Dierks (SPD) Bürgermeister der Gemeinde Bad Zwischenahn. Bei der Bürgermeisterwahl am 12. September 2021 wurde er mit 7712 Stimmen als Nachfolger von Arno Schilling gewählt.

### Wappen

Wappen

Blasonierung: In goldenem Schild zwei rote Balken, belegt mit einem silbernen Brunnen und drei Reithkolben darüber.
Die roten Balken symbolisieren die Gemeinde Bad Zwischenahn als Gemeinde des Ammerlandes. Ihre Bedeutung geht der Überlieferung nach auf den Grafen Gerd den Mutigen zurück: sie stellen die sog. ammerländischen Blutbalken dar. Der Brunnen symbolisiert einen um etwa 900 entstandenen Brunnen im Ortskern von Bad Zwischenahn, der 1955 wieder freigelegt wurde. Die Rohrkolben, die auch „Lampenputzer“ genannt werden, weil sie früher zum Reinigen der Glaskolben von Petroleumlampen dienten, sind auf den Randbewuchs des Zwischenahner Meeres zurückzuführen.

### Flagge

Die Streifenflagge zeigt in der oberen Hälfte die Farbe Rot, in der unteren Hälfte die Farbe Gold. Die Mitte der Flagge ist mit dem Gemeindewappen belegt.

### Städtepartnerschaften
Bad Zwischenahn unterhält Städtepartnerschaften mit folgenden Städten:
- Izegem (Belgien), seit September 1980
- Centerville (Ohio, USA), seit August 1981[30]
- Goluchow (Polen), seit Juli 2006

## Kultur und Sehenswürdigkeiten

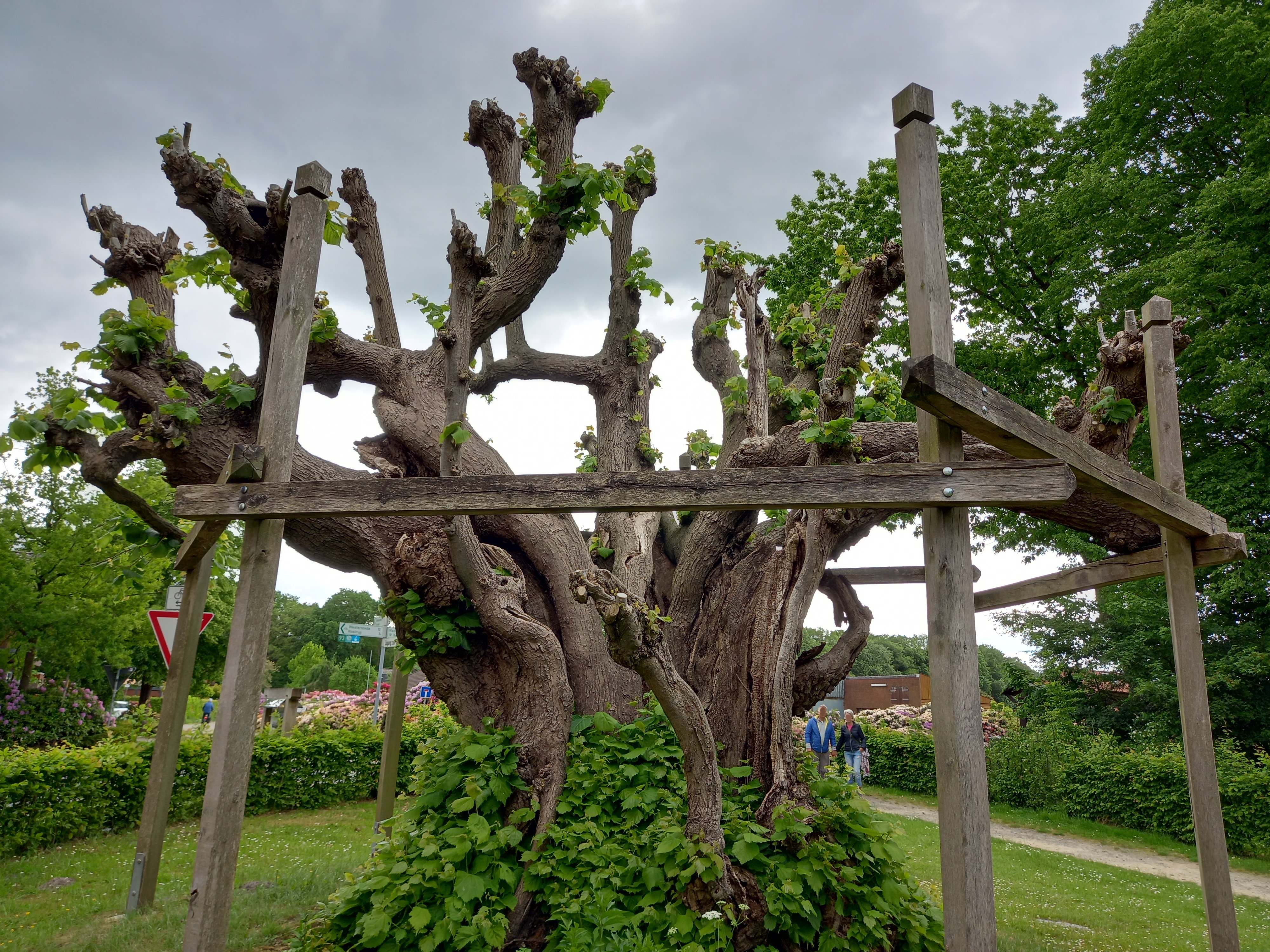
1000-jährige Linde in Dreibergen

### Naturdenkmale
Der Landkreis Ammerland hat 28 Bäume und Baumgruppen zu Naturdenkmalen erklärt.

### Sehenswürdigkeiten und Bauwerke

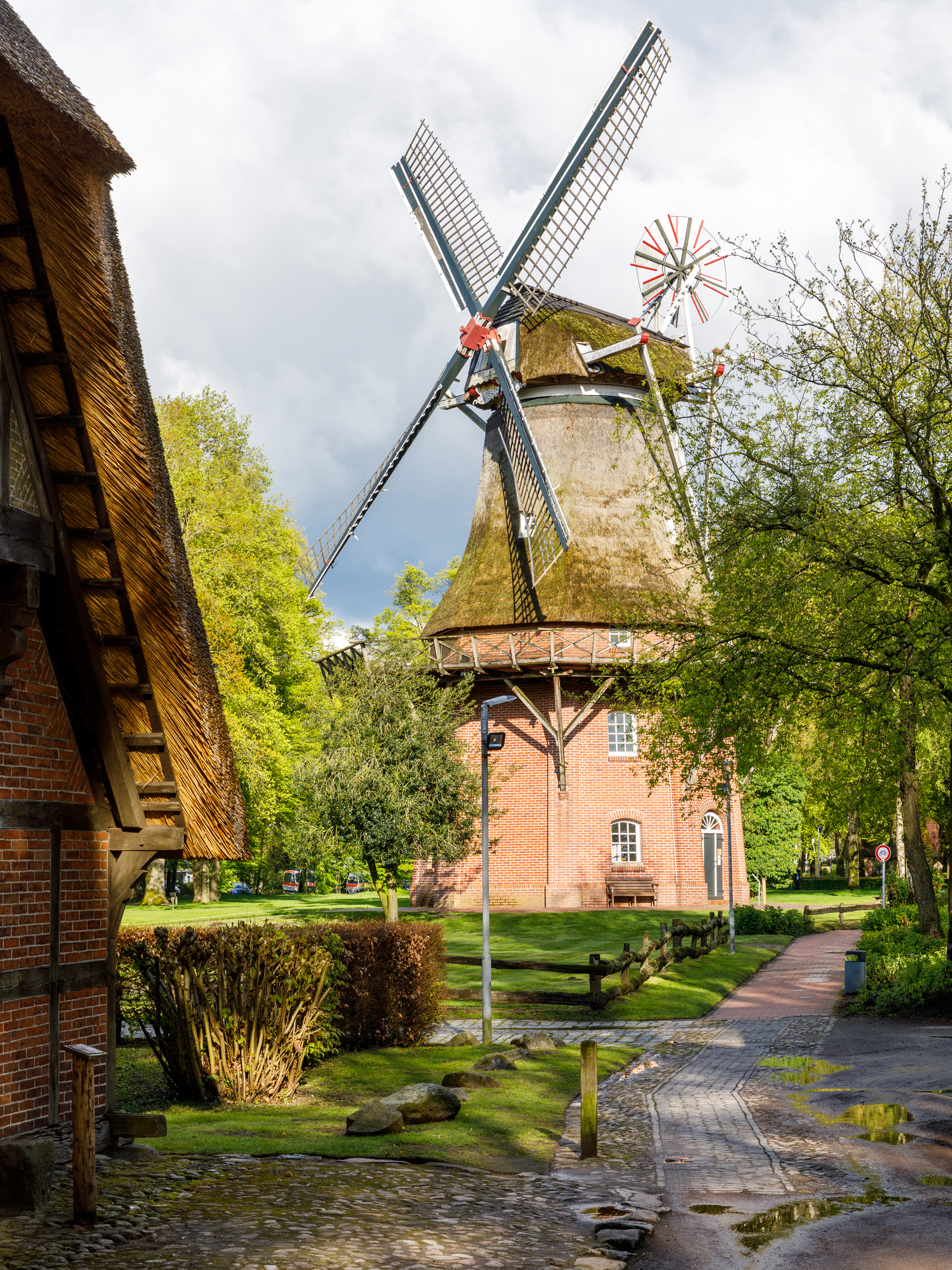
Windmühle im Freilichtmuseum

- Zwischenahner Meer
- St.-Johannes-Kirche
 Die protestantische, romanisch-gotische Kirche besitzt im Inneren barocke Emporen, eine barocke Kanzel, eine klassizistische Orgel und einen prächtigen gotischen Flügelaltar aus dem 16. Jahrhundert.
- Altes Kurhaus
- Wasserturm von Fritz Höger
- Schüßlerdenkmal
- Mühlen
  - Kappenwindmühle Bad Zwischenahn (1811)
  - Windmühle Ekern (1865)
  - Windmühle Querenstede (1802)
  - Rügenwalder Mühle in Kayhausen (2012)

### Museen

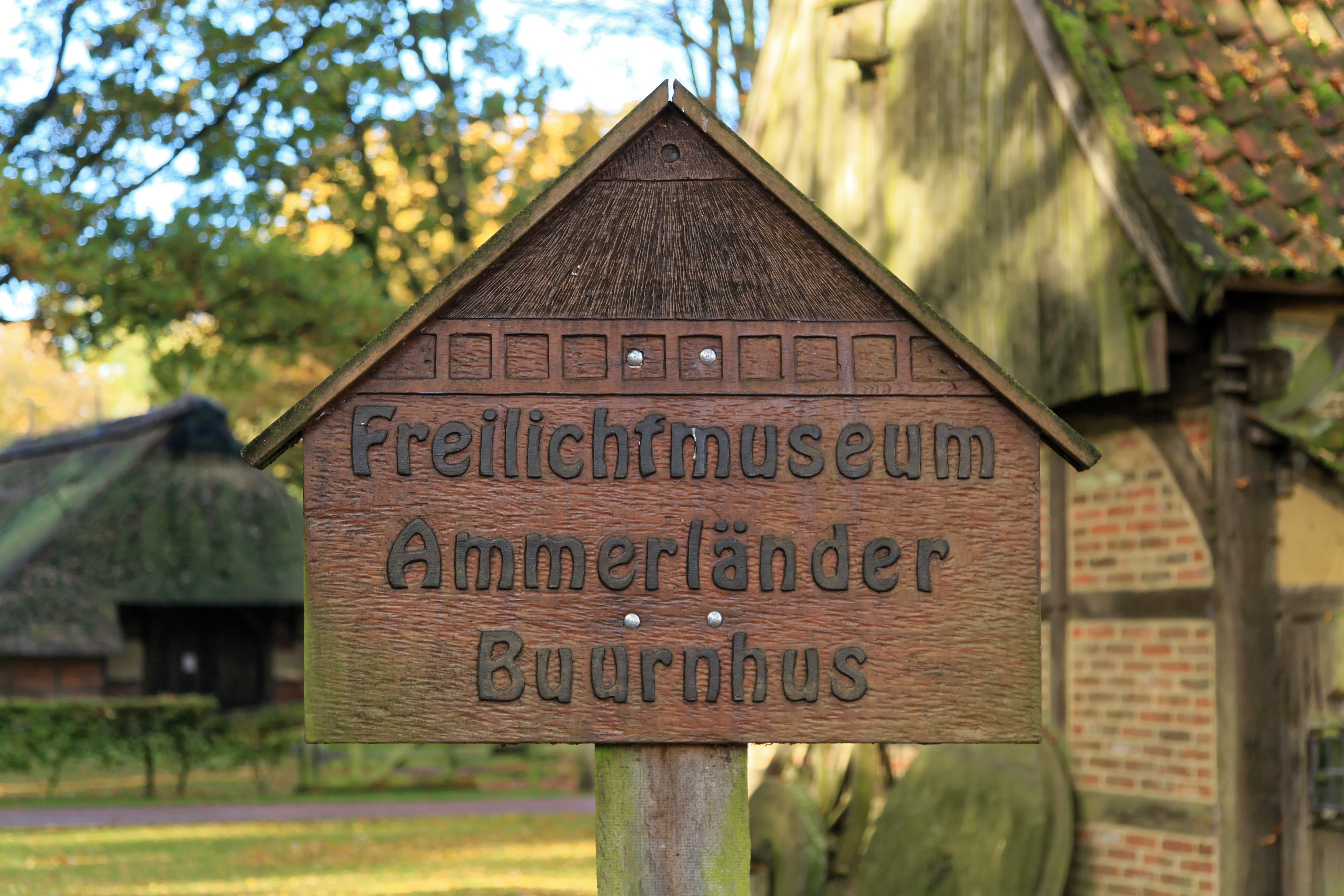
Freilichtmuseum Ammerländer Bauernhaus

Das seit 1910 bestehende Freilichtmuseum Ammerländer Bauernhaus ist eine Bauernhofanlage, die heute aus insgesamt 17 Häusern und Nebengebäuden besteht. Hauptgebäude ist ein original Ammerländer Buurnhus, das im Kern aus der Zeit um 1695 stammt. Weitere Gebäude kamen zwischen 1910 und 2013 von anderen Standorten der Gemeinde auf das Museumsgelände. Das Museum zeigt die bäuerliche Lebenskultur der Zeit um 1700.
Das Museum Specken befindet sich im Speckener Weg und gehört mit zum Freilichtmuseum Ammerländer Bauernhaus. Im sogenannten Museumskroog werden seit 1993 Exponate im Rahmen von wechselnden Ausstellungen und zeitlich begrenzte Sonderausstellungen gezeigt, die zeitlich nicht ins Freilichtmuseum passen oder überzählig sind.
Die Alte Pathologie Wehnen befindet sich auf dem Gelände der Karl-Jaspers-Klinik im Ortsteil Wehnen. Sie ist eine Gedenk- und Dokumentationsstätte für Opfer der Euthanasie im nationalsozialistischen Deutschland.

### Parks und Grünanlagen
Im Ortsteil Rostrup befindet sich der Park der Gärten. Der Park entstand im Jahr 2002, als dort zum ersten Mal eine Niedersächsische Landesgartenschau veranstaltet wurde. 2003 wurde das Areal der Gartenschau in ihren heutigen Namen Park der Gärten umbenannt. Der rund 14 Hektar große Park setzt sich aus 43 verschiedenen Themengärten zusammen, die durch Hecken und großzügige Rasenflächen voneinander abgegrenzt werden. Im Jahr 2013 wurde das neue Besucherhaus des Parks eröffnet, das im Gegensatz zum Park der Gärten ganzjährig geöffnet hat. Unmittelbar neben dem Park der Gärten befindet sich ein Golfplatz.

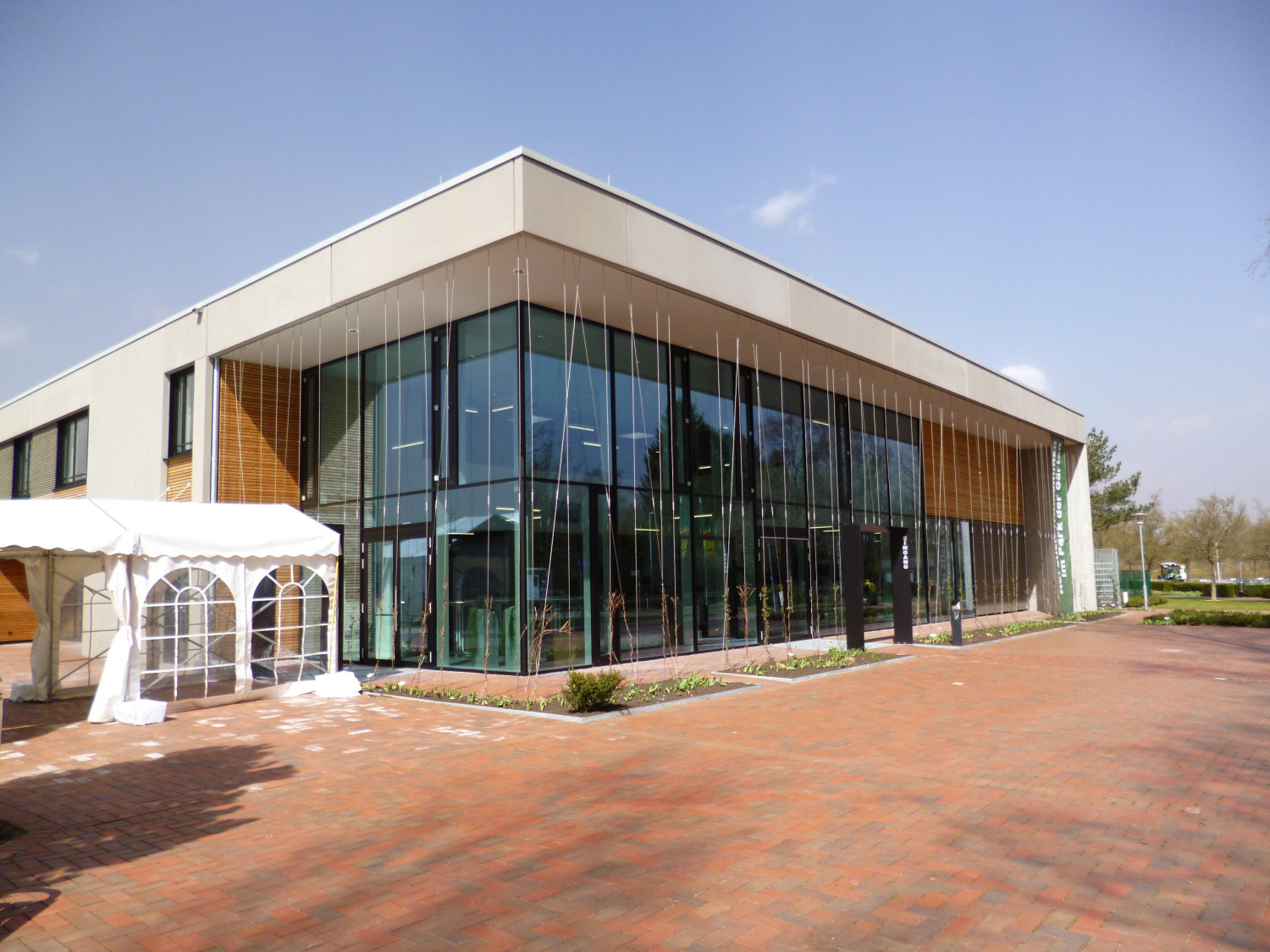
Besucherhaus im Park der Gärten in Bad Zwischenahn

Der Kurpark liegt im Ort Bad Zwischenahn direkt am Zwischenahner Meer. Er ist öffentlich und ohne Eintritt zu betreten.

### Regelmäßige Veranstaltungen
Aus dem Bad Zwischenahner Veranstaltungskalender sind die folgenden regelmäßigen Veranstaltungen mit großer regionaler bzw. überregionaler Bekanntheit erwähnenswert:
- Mai: Meerlauf Bad Zwischenahn – jährlicher Spendenlauf für die Arbeit des Ammerlandhospiz[33]
- Juli: Jazz Festival – jeweils am letzten Wochenende im Juli[34]
- August: Bad Zwischenahner Woche (ZwiWo) – Volksfest mit „Tag der Heimat“, Umzug, Kunsthandwerkermarkt, Kunstausstellungen sowie einem Abschlussfeuerwerk (seit 1975)[35]
- Oktober: Welsmarkt und Herbstlauf in Ofen – jeweils am Tag der Deutschen Einheit

## Wirtschaft und Infrastruktur

### Tourismus

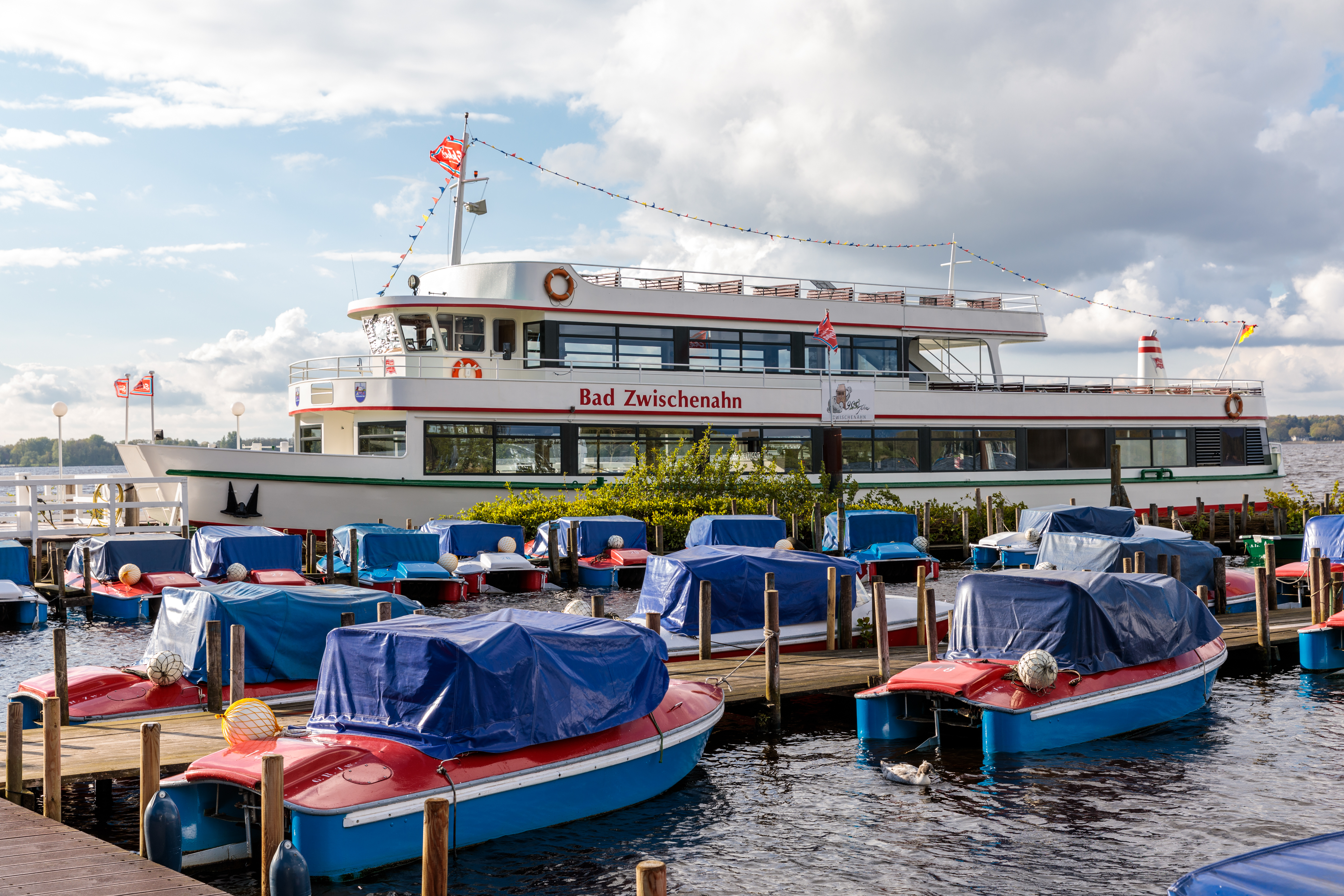
Weiße Flotte und Miet-Boote

Die Wirtschaft des Ortes wird vom Tourismus geprägt. Zwischenahn ist bereits seit Mitte des 19. Jahrhunderts ein beliebtes Urlaubsziel. Hauptattraktion ist das Zwischenahner Meer mit seinen Wassersportmöglichkeiten und dem Rad- und Wanderwegenetz rund um das Meer. Auf dem Zwischenahner Meer verkehren die beiden Schiffe der Weissen Flotte Bad Zwischenahn, die von der Reederei Herbert Ekkenga AG betrieben werden.
In der Gemeinde stehen vielfältige Übernachtungsmöglichkeiten u. a. auch Campingplätze sowie eine Jugendherberge zur Verfügung. Im Jahre 2011 besuchten 169.708 Gäste ohne Tagesbesucher die Gemeinde. Das waren 5335 mehr als im Vorjahr. Die Zahl der Übernachtungen stieg von 628.106 im Jahr 2010 auf 633.758. Gäste sind im Durchschnitt 6,2 Tage in Bad Zwischenahn.

### Kureinrichtungen

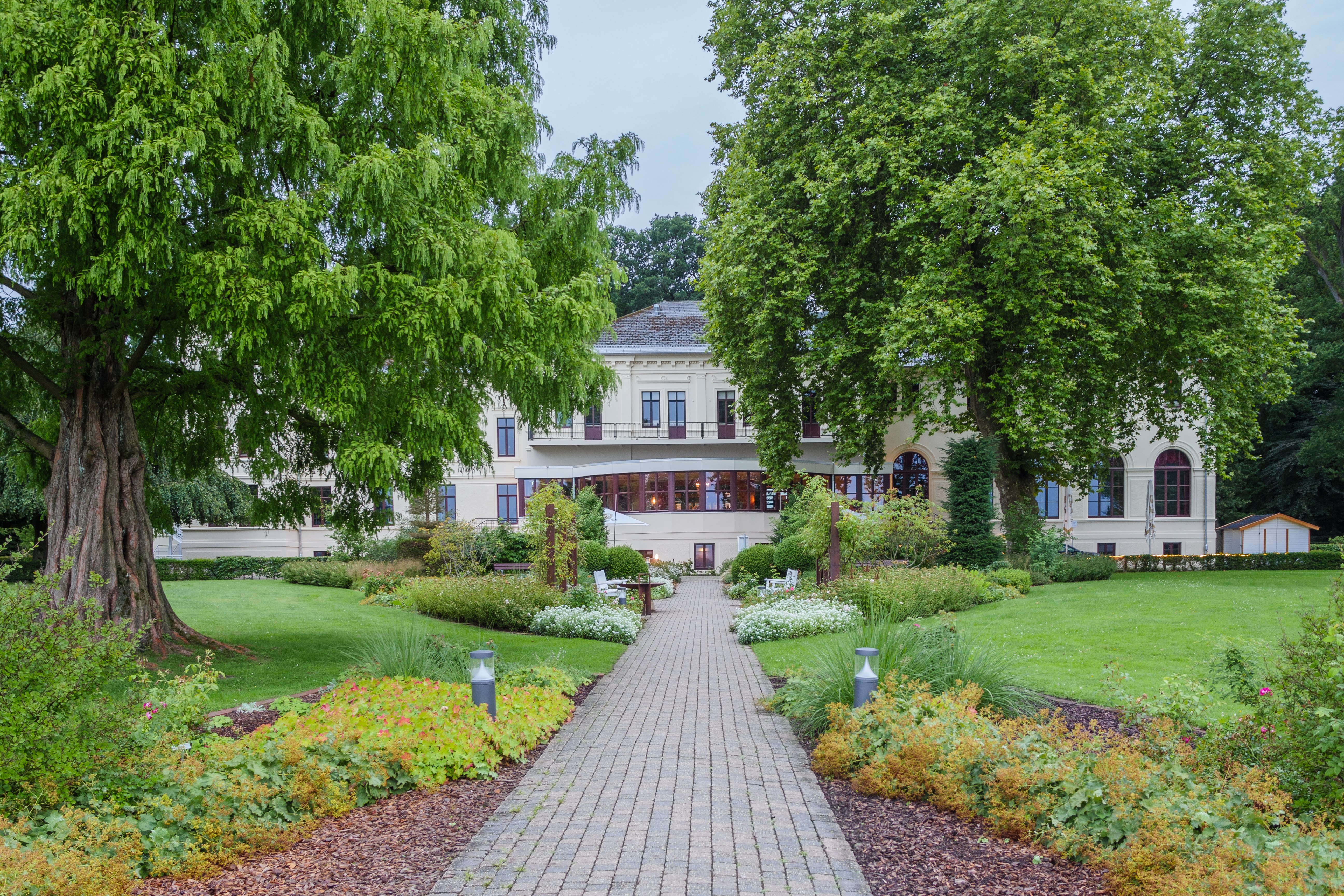
Altes Kurhaus

Bad Zwischenahn verfügt als staatlich anerkannter Kurort über verschiedene Kureinrichtungen, die von der 1956 gegründeten Kurbetriebsgesellschaft Bad Zwischenahn betrieben werden. Zu nennen sind das Reha-Zentrum am Meer mit der Klinik für Orthopädische und Rheumatologische Rehabilitation und der Klinik für Onkologische Rehabilitation, das Ambulante Reha-Zentrum am Meer, das Gesundheitszentrum am Meer, das Wellenbad mit Saunalandschaft und das Wellness-Dorf am Meer. Alle Kureinrichtungen befinden sich am Ufer des Zwischenahner Meeres.
Das nahe am See gelegene Alte Kurhaus wurde 1874 erbaut und steht heute unter Denkmalschutz. Es wurde zuerst als Kurhaus betrieben und im Zweiten Weltkrieg als Lazarett verwendet. Im Jahre 1997 wurde der Klinikbetrieb eingestellt, heute sind dort die „Bibliothek am Meer“ sowie Büroräume und Veranstaltungsräume untergebracht.
Im Bad Zwischenahner Kurpark befindet sich seit 1996 der Kneippgarten mit einem frei zugänglichen Kneipptretbecken mit kaltem Brunnenwasser aus dem Kayhauser Moor sowie einem Kneipp-Kräutergarten mit verschiedenen Kräuter und Arzneipflanzen-Arten. Die Anlage wird von den Mitgliedern des Bad Zwischenahner Kneippvereins ehrenamtlich betreut.
Zur Finanzierung der Kureinrichtungen und dem Kurservice erhebt die Gemeinde einen ganzjährigen Kurbeitrag.
Im Jahre 2007 erhielt Bad Zwischenahn in einem großen Qualitätsvergleich zwischen 158 Heilbädern und Kurorten aus sieben Bundesländern die Auszeichnung Kurort Nummer 1 in Niedersachsen, im Gesamtvergleich erreichte der Kurort den Platz zwei.

### Verkehr

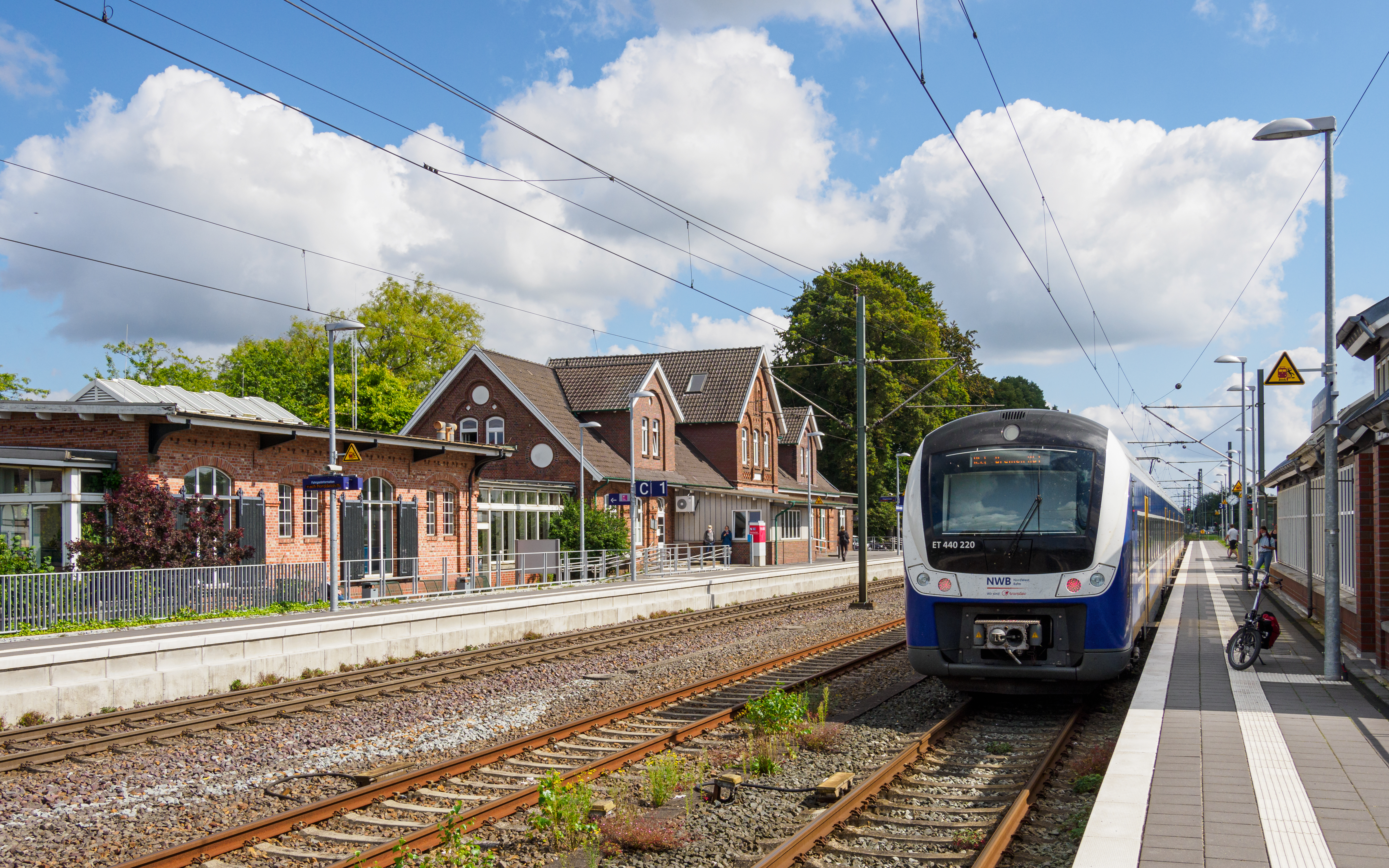
Bahnhof Bad Zwischenahn

Liniennetz der Regio-S-Bahn

#### Straßenverkehr
Bad Zwischenahn wird über die Landesstraßen L 815 und L 825 an die Bundesautobahn A 28 angeschlossen, die nordöstlich des Zwischenahner Meeres von Oldenburg nach Leer verläuft. Die Landesstraße L 815 von Westerstede zur Anschlussstelle Neuenkruge der A 28 führt durch den Ort. Der Verkehr wird durch eine neu gebaute, parallel zur Bahnstrecke Oldenburg–Leer verlaufende Umgehungsstraße am Ortskern mit den Kureinrichtungen vorbeigeführt und trennt den Ort in einen nördlichen und einen südlichen Teil.

#### Schienenverkehr
Der Bahnhof Bad Zwischenahn liegt an der Bahnstrecke Oldenburg–Leer. Er ist Halt von Intercity-Zügen der Linie 56 von Norddeich Mole über Oldenburg, Bremen, Hannover, Magdeburg, Halle (Saale) nach Leipzig und von Regional-Express-Zügen der Relation Norddeich Mole–Hannover, die jeweils im Zweistundentakt verkehren. Außerdem ist Bad Zwischenahn Endpunkt der Regio-S-Bahn Bremen/Niedersachsen. Die Linie RS 30 verkehrt im Stundentakt von Bad Zwischenahn über Oldenburg nach Bremen; in Tagesrandlage fahren stattdessen einzelne Züge der Linie RS 3. Insgesamt ergibt sich zwischen Bad Zwischenahn und Norddeich ein Stundentakt, zwischen Bad Zwischenahn und Bremen ein Halbstundentakt. Die Intercity-Züge können bis Bremen mit Nahverkehrsfahrscheinen genutzt werden.
| Linie | Verlauf | Takt                           | Betreiber    |
| ----- | --- | ------------------------------ | ------------ |
| RS 3  | Bremen Hbf – Bremen-Neustadt – Heidkrug – Delmenhorst – Hoykenkamp – Schierbrok – Bookholzberg – Hude – Wüsting – Oldenburg (Oldb) Hbf – Oldenburg-Wechloy – Bad Zwischenahn Stand: Fahrplanwechsel Dezember 2023 | einzelne Züge in Tagesrandlage | NordWestBahn |
| RS 30 | Bremen Hbf – Delmenhorst – Hude – Oldenburg (Oldb) Hbf – Oldenburg-Wechloy – Bad Zwischenahn Stand: Fahrplanwechsel Dezember 2023                                                                                 | 60 min                         | NordWestBahn |

#### Öffentlicher Personennahverkehr
Bad Zwischenahn wird von mehreren Bussen im Linienverkehr befahren. Es gelten die Tarife des Verkehrsverbunds Bremen/Niedersachsen.
Folgende Verkehrsunternehmen betreiben den Linienverkehr in Bad Zwischenahn:
- Bruns Reisen (Bad Zwischenahn)
- Gerdes Reisen (Westerstede)
- Verkehr und Wasser GmbH (Oldenburg)
- AM Bus Imken Wilmering (Wiefelstede/Vechta)

#### Linien
Neben einigen Schulbuslinien, welche für Schüler gedacht sind, aber auch öffentlich nutzbar sind, die von der Firma Bruns Reisen betrieben werden, gibt es noch drei Hauptlinien und zwei Bürgerbuslinien, welche auch zu einem regelmäßigen Takt und in den Schulferien fahren:
| Linie | Verlauf | Takt           | Betreiber                 | Bemerkungen |
| ----- | --- | -------------- | ------------------------- | --- |
| 350   | Westerstede – Hüllstede – Elmendorf - Rostrup – Bad Zwischenahn – Aschhausen – Kayhausen – Westerholtsfelde – Wehnen – Ofen – Wechloy – Haarentor – Julius-Mosen-Platz – Lappan – Oldenburg HBF/ZOB | 30/60          | Gerdes, VWG               | Samstags/Sonntags früh 60-min-Takt; Rostrup – Westerstede ebenfalls 60-min-Takt Linie Verkehr auch in Richtung Oldenburg – Rostrup/Westerstede |
| 370   | Bad Zwischenahn – Rostrup – Elmendorf – Gristede – Wiefelstede – Nuttel – Rastede Bhf. | 60             | AM Bus                    | 60-Min-Takt in Schulferien, zur Schulzeit öfter Verkehrt auch in Gegenrichtung                                                                 |
| 375   | Bad Zwischenahn – Ekern – Edewecht – Süddorf | 120 o. Weniger | Bruns                     | Ergibt mit Linie 393 teilw. 60-Min-Takt Verkehrt auch in Gegenrichtung                                                                         |
| 393   | Bad Zwischenahn – Ekern – Edewecht | 120            | BürgerBus Edewecht        | Ergibt mit Linie 375 teilw. 60-Min-Takt Verkehrt auch in Gegenrichtung                                                                         |
| 394   | Bad Zwischenahn – Petersfehn | 60             | BürgerBus Bad Zwischenahn | Verkehrt auch in Gegenrichtung |

Stand: Fahrplanwechsel August 2024

#### Flugplatz
Im nördlichen Gemeindegebiet liegt auf einem Teil des früheren Fliegerhorstes Zwischenahn der Wehrmacht das Segelfluggelände Bad Zwischenahn-Rostrup. Es befindet sich an der nordwestlichen Ecke des Zwischenahner Meeres und wird durch den Luftsportverein Oldenburg – Bad Zwischenahn e. V. betrieben. Von April bis Oktober wird dort in Abhängigkeit vom Wetter geflogen.

### Ansässige Unternehmen

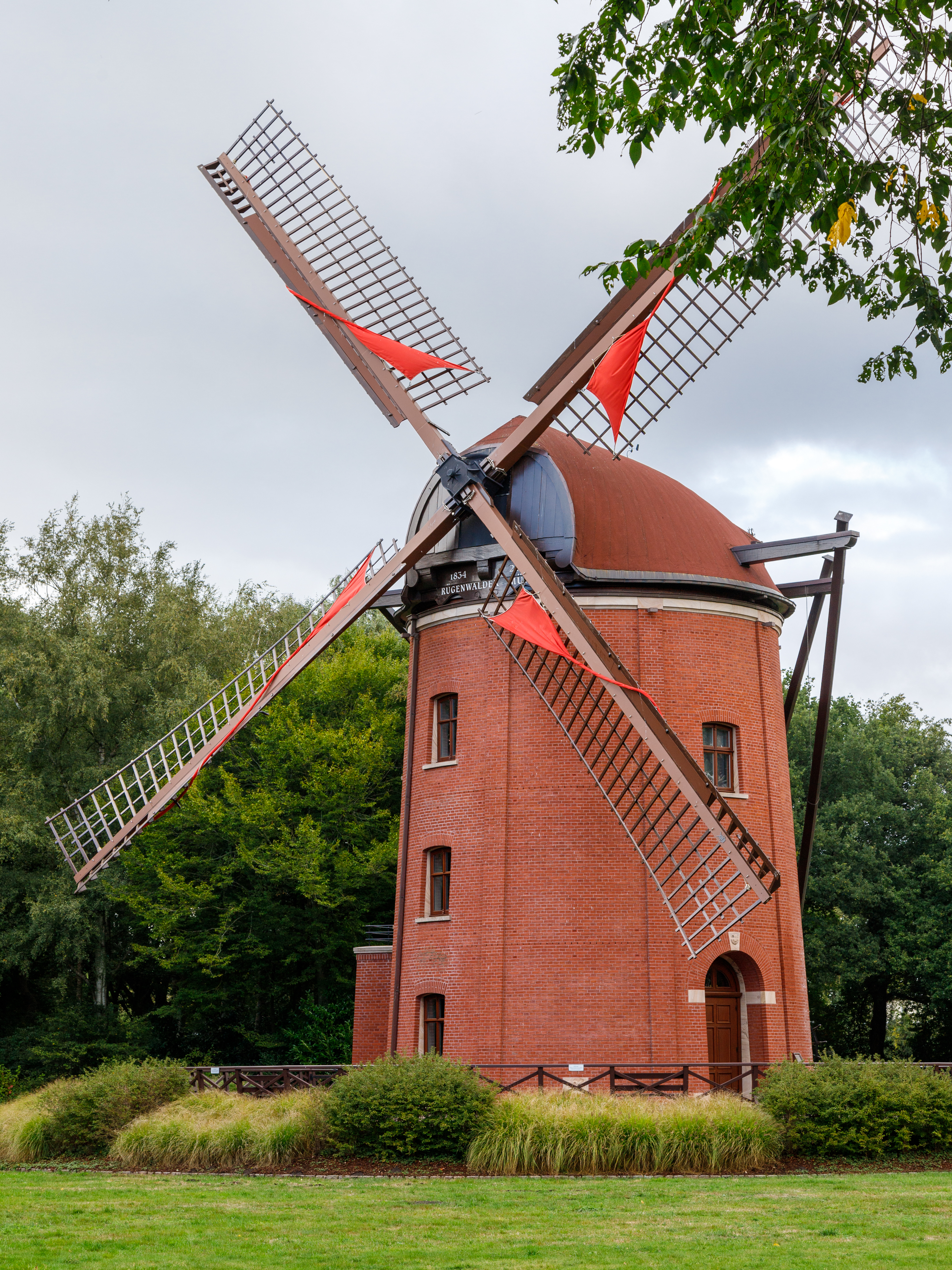
Firmensymbol „Rügenwalder Mühle“

In Bad Zwischenahn hat die 1834 von Metzgermeister Carl Müller im pommerschen Rügenwalde gegründete „Carl Müller Rügenwalder Wurstfabrik“ ihren Sitz. Nach dem Zweiten Weltkrieg wurde die Firma 1946 ins Ammerland verlegt und firmiert seitdem unter dem Namen Rügenwalder Mühle Carl Müller GmbH & Co. KG. Erkennungszeichen ist die Rügenwalder Mühle. Im Jahr 2012 wurde in Kayhausen eine Windmühle als Vergegenständlichung des Firmenlogos errichtet. Mit fast 400 Mitarbeitern erwirtschaftete die Firma 2010 einen Umsatz von 166 Millionen Euro. Sie ist einer der großen Arbeitgeber in der Region.
Ein weiterer großer Arbeitgeber in Bad Zwischenahn ist die Hüppe-Gruppe, die weltweit in 22 Ländern tätig ist. Das Unternehmen beschäftigt in seinem Werk in Bad Zwischenahn rund 320 Mitarbeiter. 50 Prozent der Gesamtproduktion werden dort hergestellt.
Die Baumschule Bruns hat ihren Sitz in Bad Zwischenahn. Die Baumschule zählt zu den größten Baumschulen in Europa. Sie ist besonders auf den Bereich Großpflanzen und Export spezialisiert.

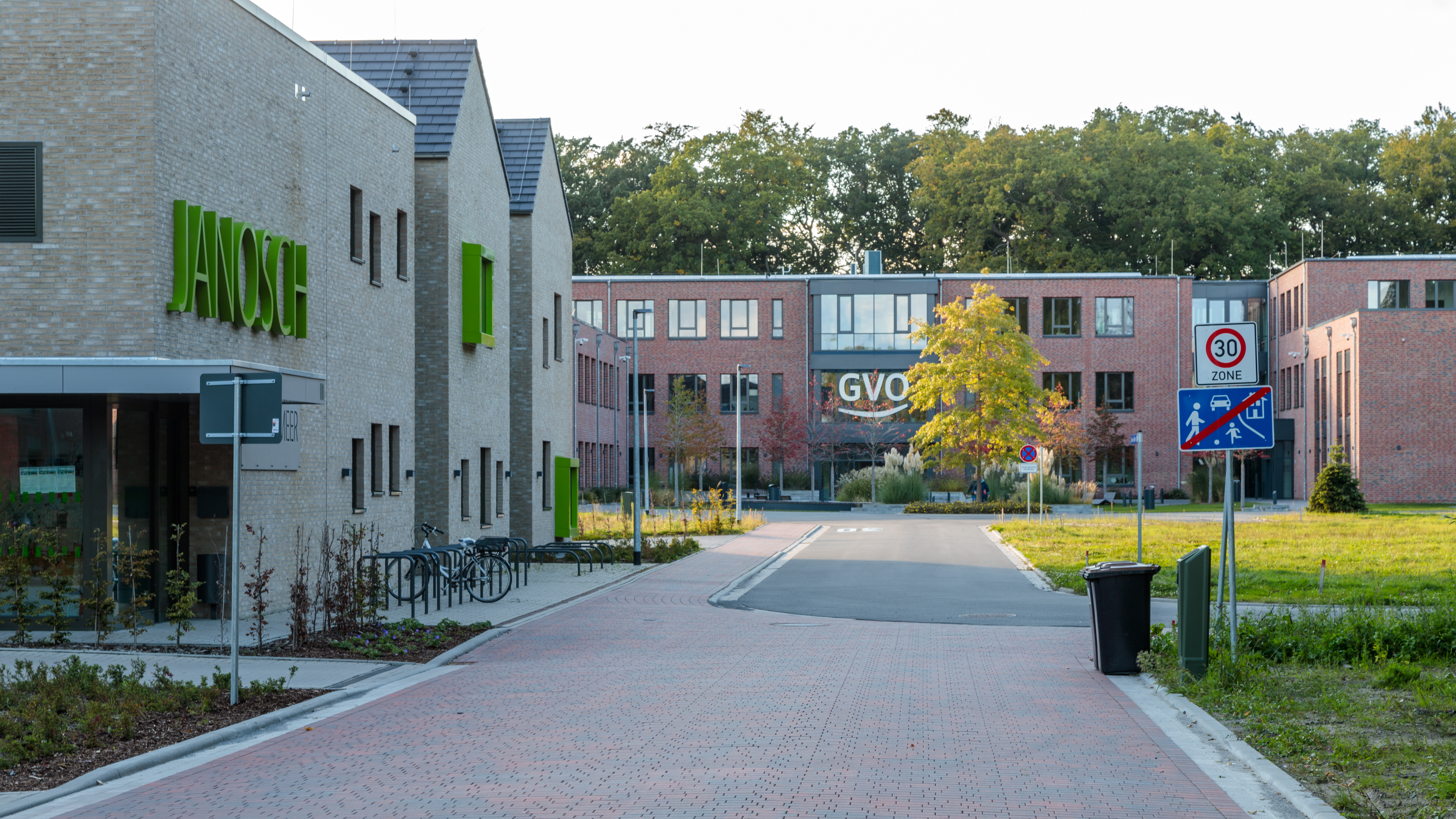
"Janosch" Kita am Meer und GVO Versicherung.

Die in der Frachtschifffahrt international engagierte Reederei Schepers hat ihren Firmensitz in Bad Zwischenahn.
Im Jagdhaus Eiden am Zwischenahner Meer ist seit 1976 eine Spielbank ansässig. Die Spielbank Bad Zwischenahn gehört zur Gruppe Casinos Austria.
Der 1957 gegründete Verband Rügenwalder Fleischwarenfabrikanten verfolgt den Zweck, die Warenbezeichnung Rügenwalder Teewurst zu schützen.
2022 hat die 1870 in Westerstede gegründete Gegenseitigkeit Versicherung Oldenburg VVaG / GVO Versicherung ihren Sitz von Oldenburg in neu errichtete Gebäude nach Bad Zwischenahn verlegt.

### Medien
Die Gemeinde Bad Zwischenahn liegt im Einzugsbereich der Nordwest-Zeitung mit ihrem Lokalteil „Ammerländer Nachrichten“. Außerdem erscheinen hier die Ammerländer SonntagsZeitung sowie der Hunte Report am Mittwoch als wöchentlich erscheinende Anzeigenzeitungen. Bei überregionalen Anlässen berichtet auch der Oldenburger Lokalsender oeins aus dem Kurort.

### Bildungseinrichtungen
Grundschulen

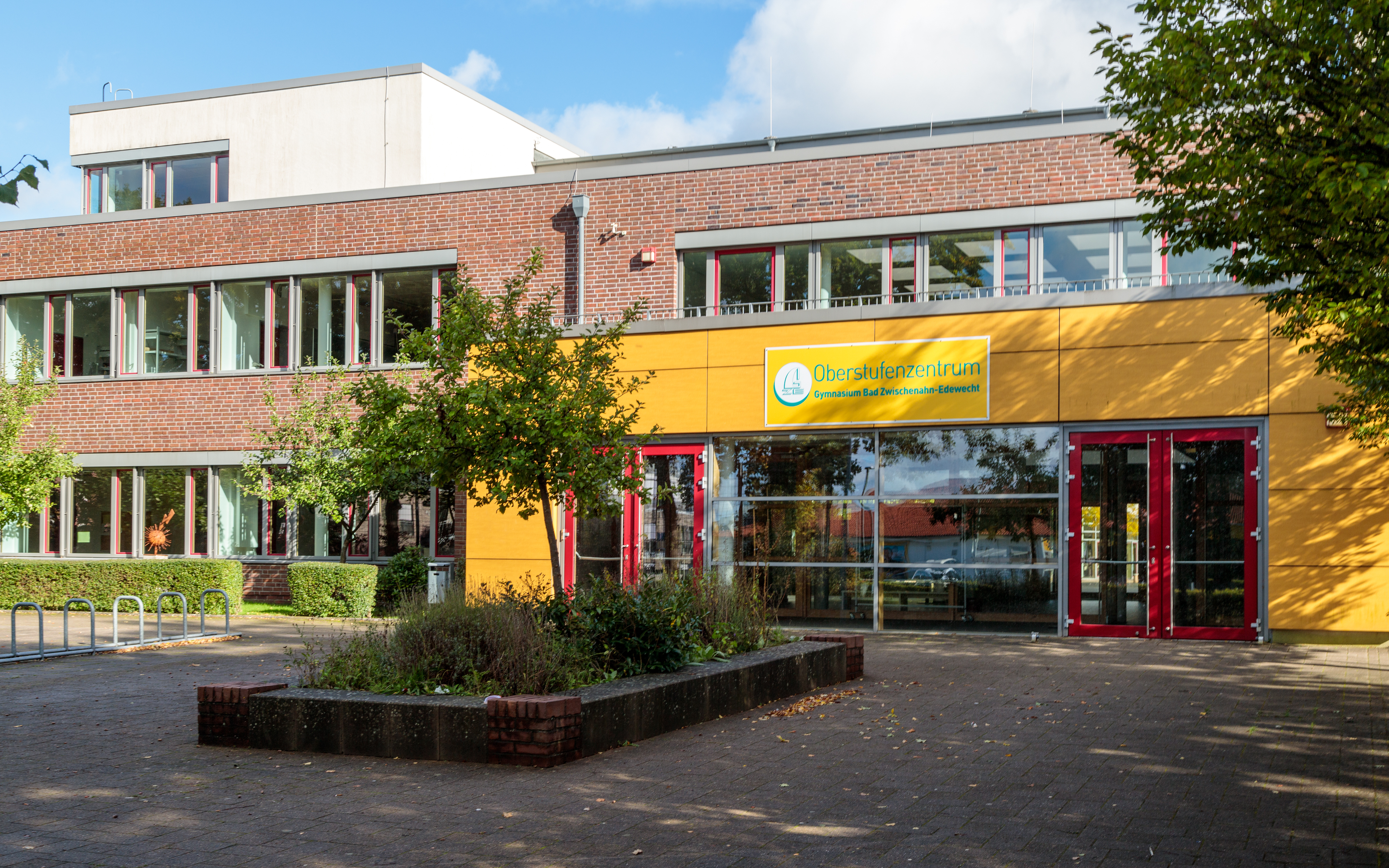
Gymnasium Bad Zwischenahn-Edewecht

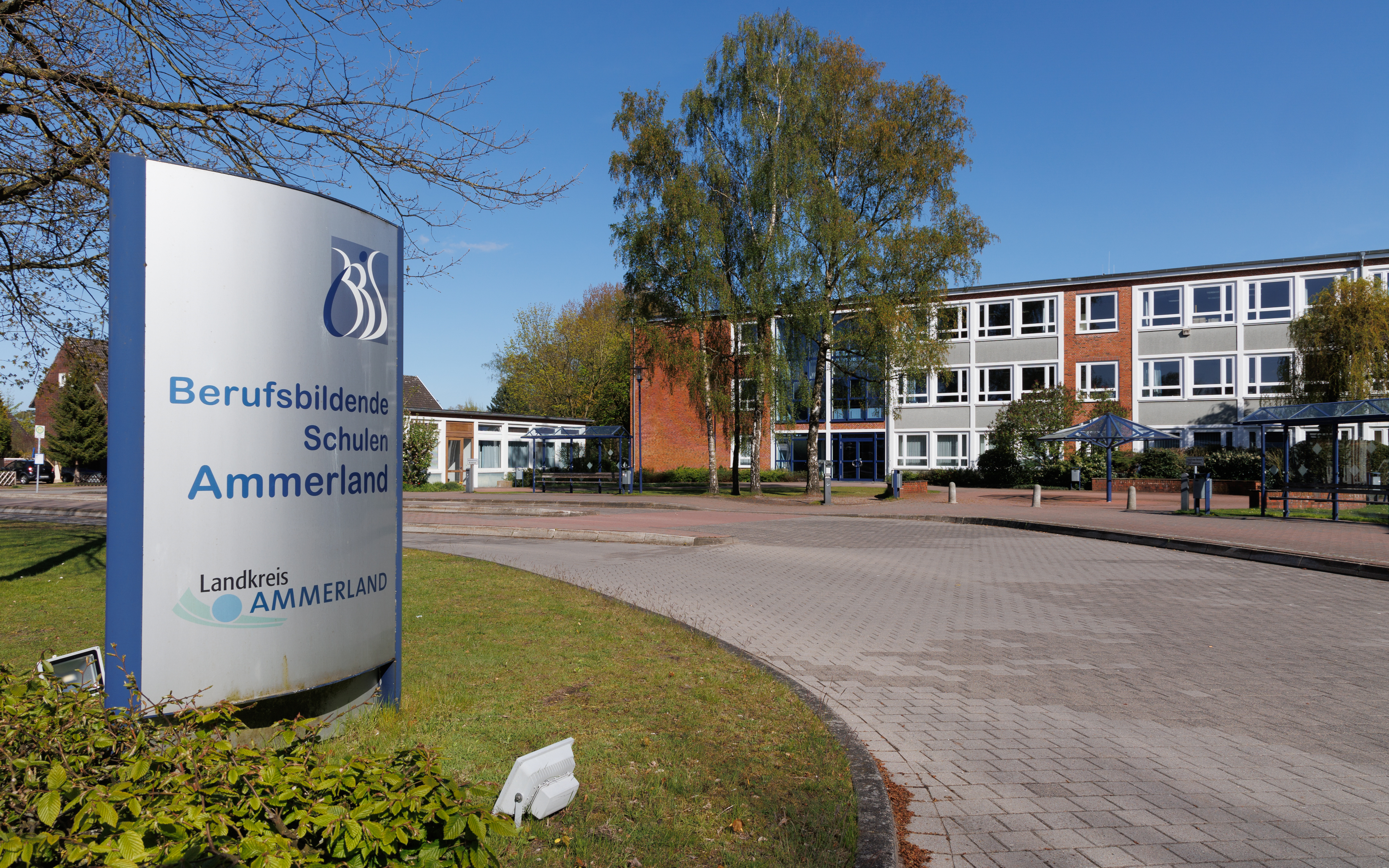
Berufsbildende Schulen Ammerland in Rostrup

- Grundschule am Wiesengrund in Bad Zwischenahn
- Erwin-Roeske-Grundschule Elmendorf/Aschhausen
- Grundschule Ofen
- Grundschule Petersfehn
- Grundschule Rostrup
- Katholische Grundschule Christophorus Rostrup

Weiterführende Schulen
- Oberschule Bad Zwischenahn
- Gymnasium Bad Zwischenahn-Edewecht

Die zwei weiterführenden Schulen der Gemeinde Bad Zwischenahn bilden räumlich ein Schulzentrum.
Berufsbildende Schulen
- Berufsbildende Schulen Ammerland in Rostrup
- Bau-ABC, Bildungseinrichtung des Baugewerbes, ebenfalls in Rostrup

Berufliche Bildung
- Wirtschafts- und Sozialakademie der Arbeitnehmerkammer Bremen gGmbH

## Galerie

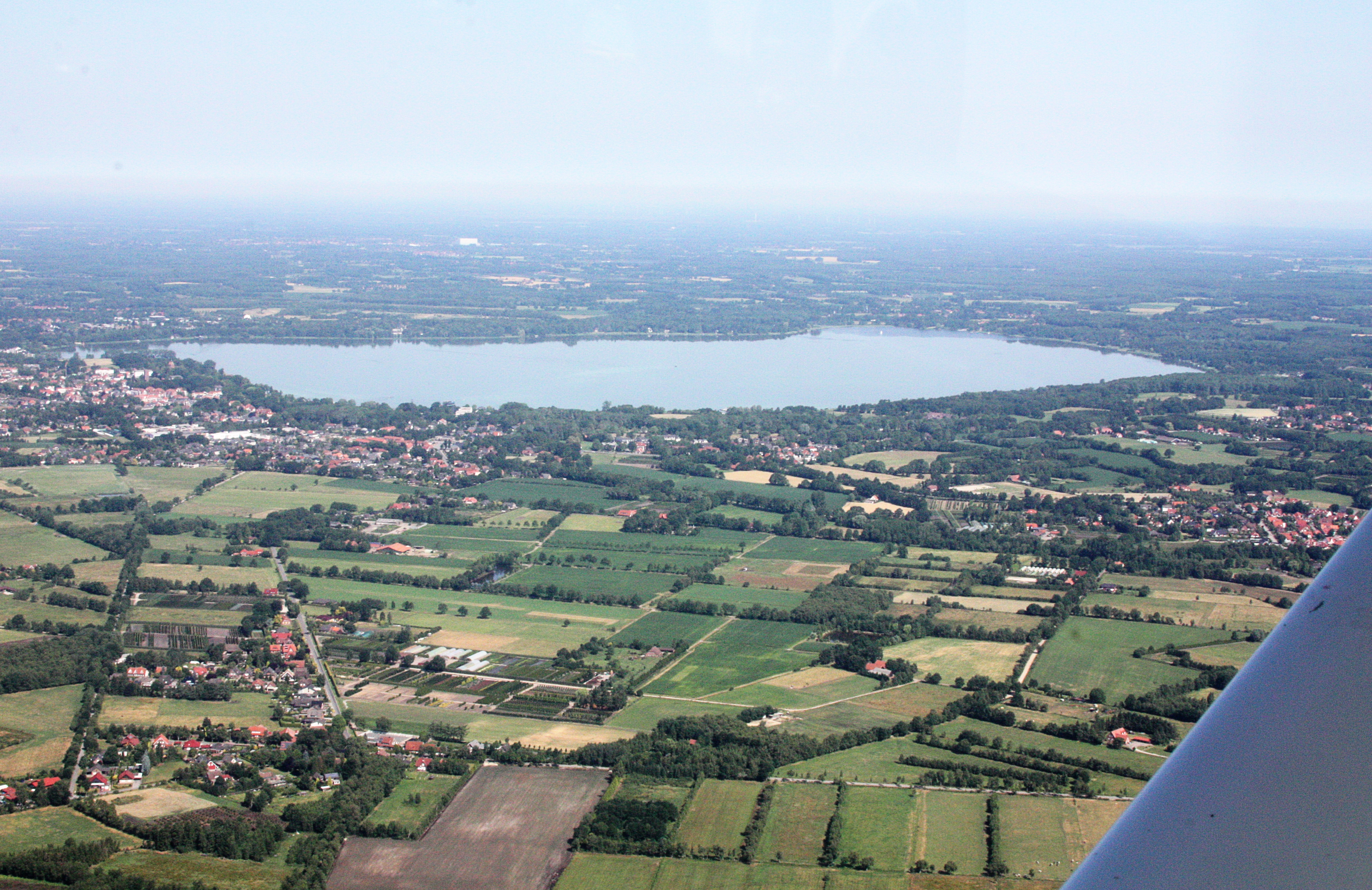
Gemeinde Bad Zwischenahn (Ortskern in der Mitte links)
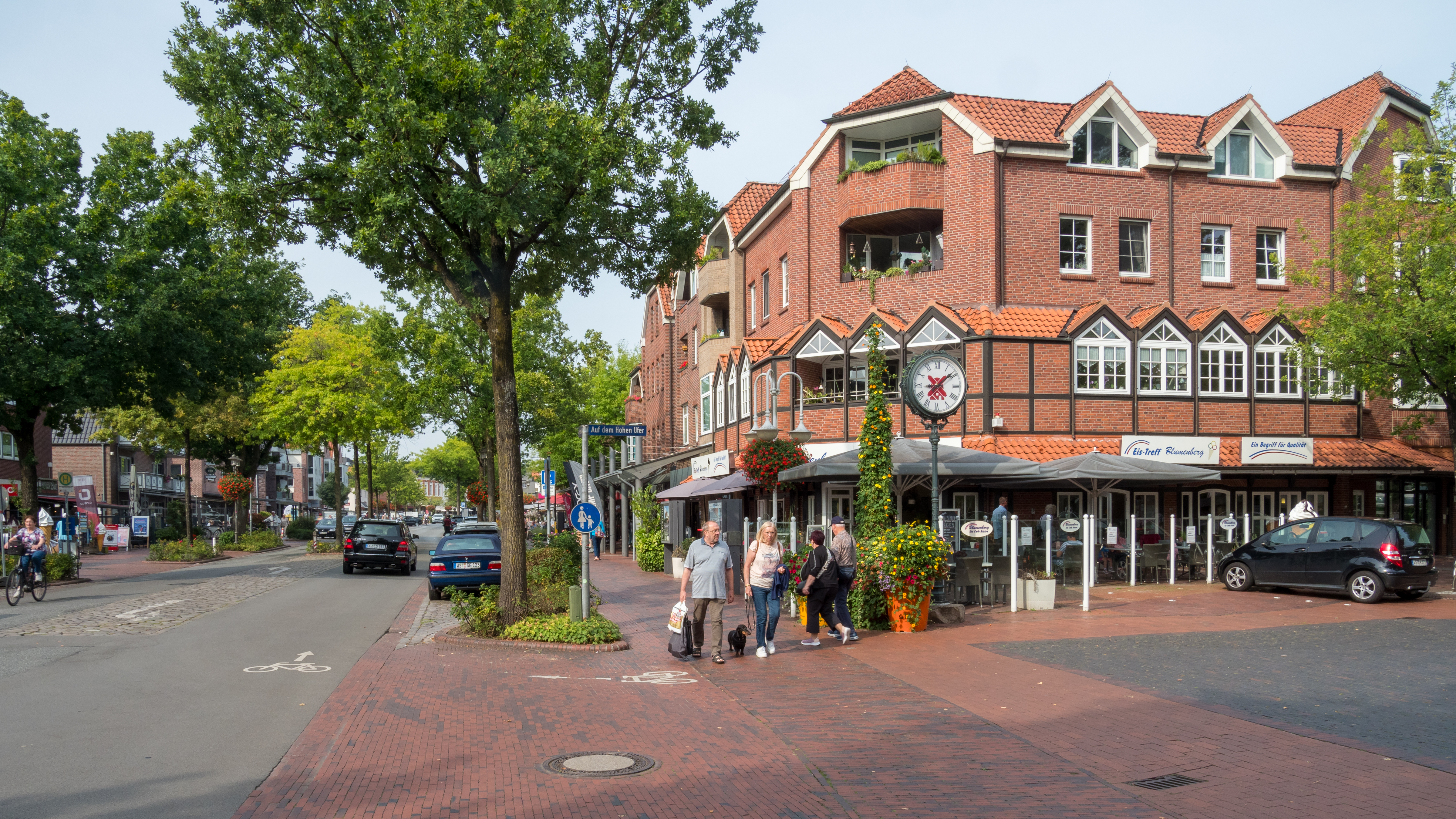
In der Horst: Essen, Trinken, Shoppen....
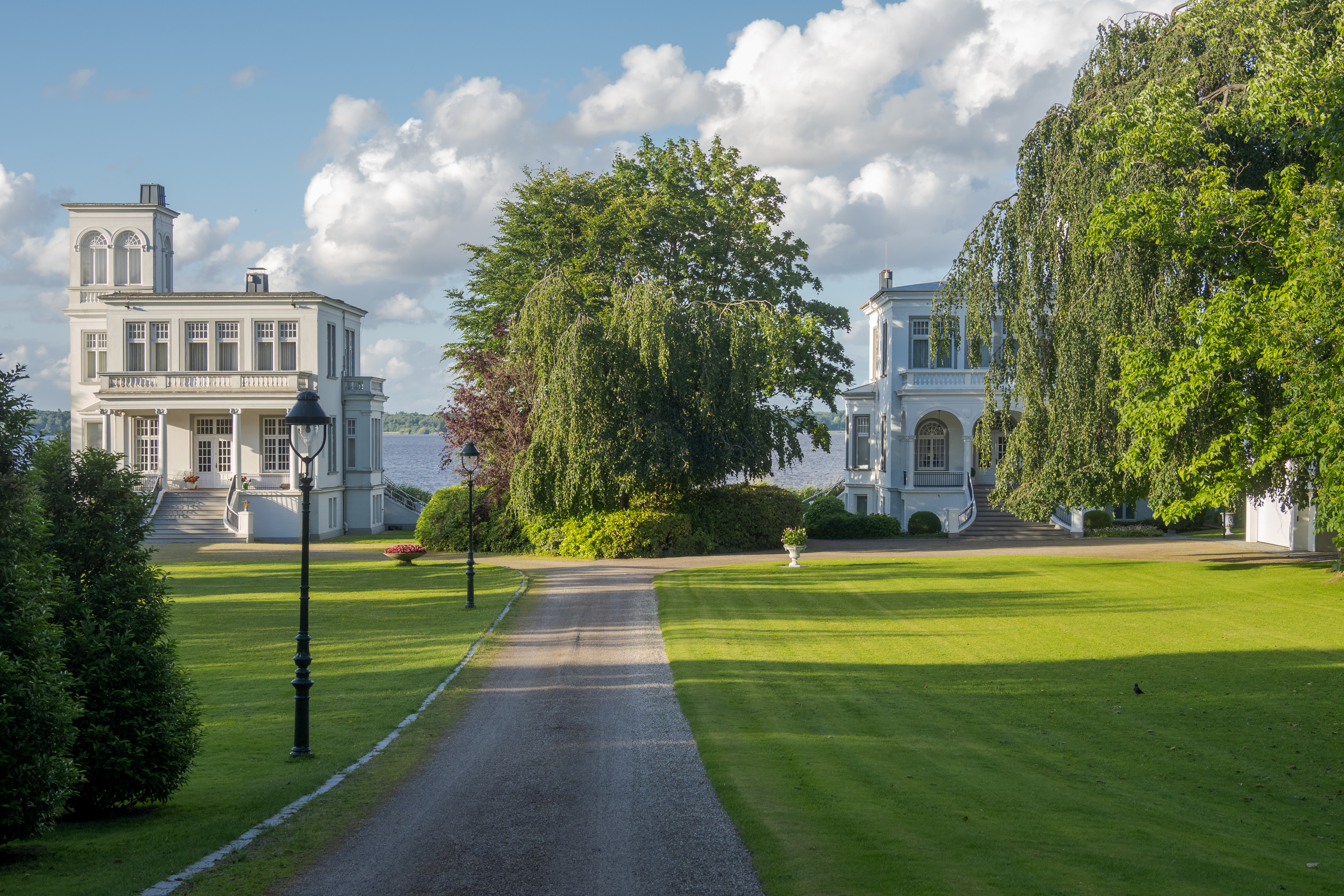
Zwillingsvillen am Meer
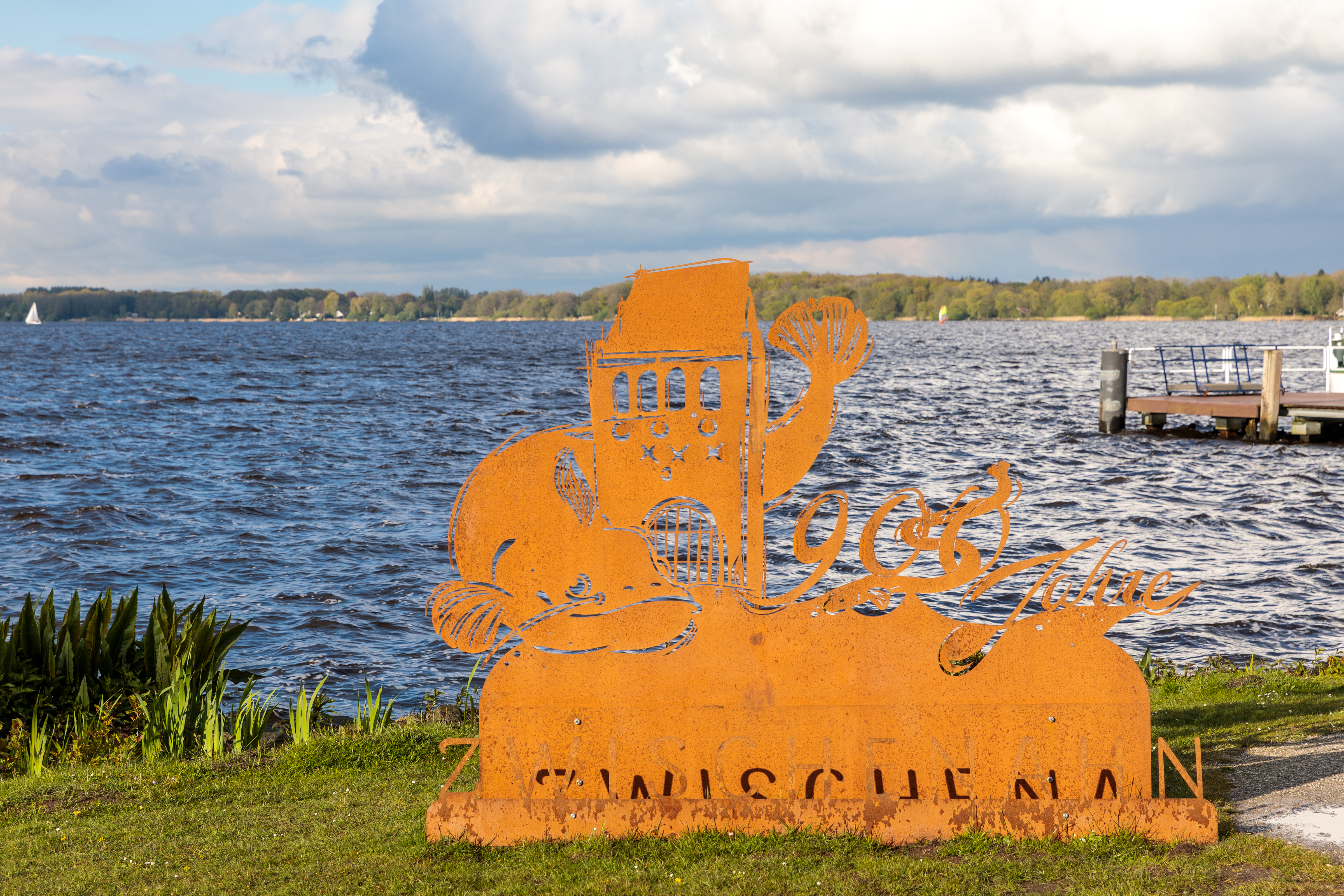
900 Jahre Zwischenahn (2024)
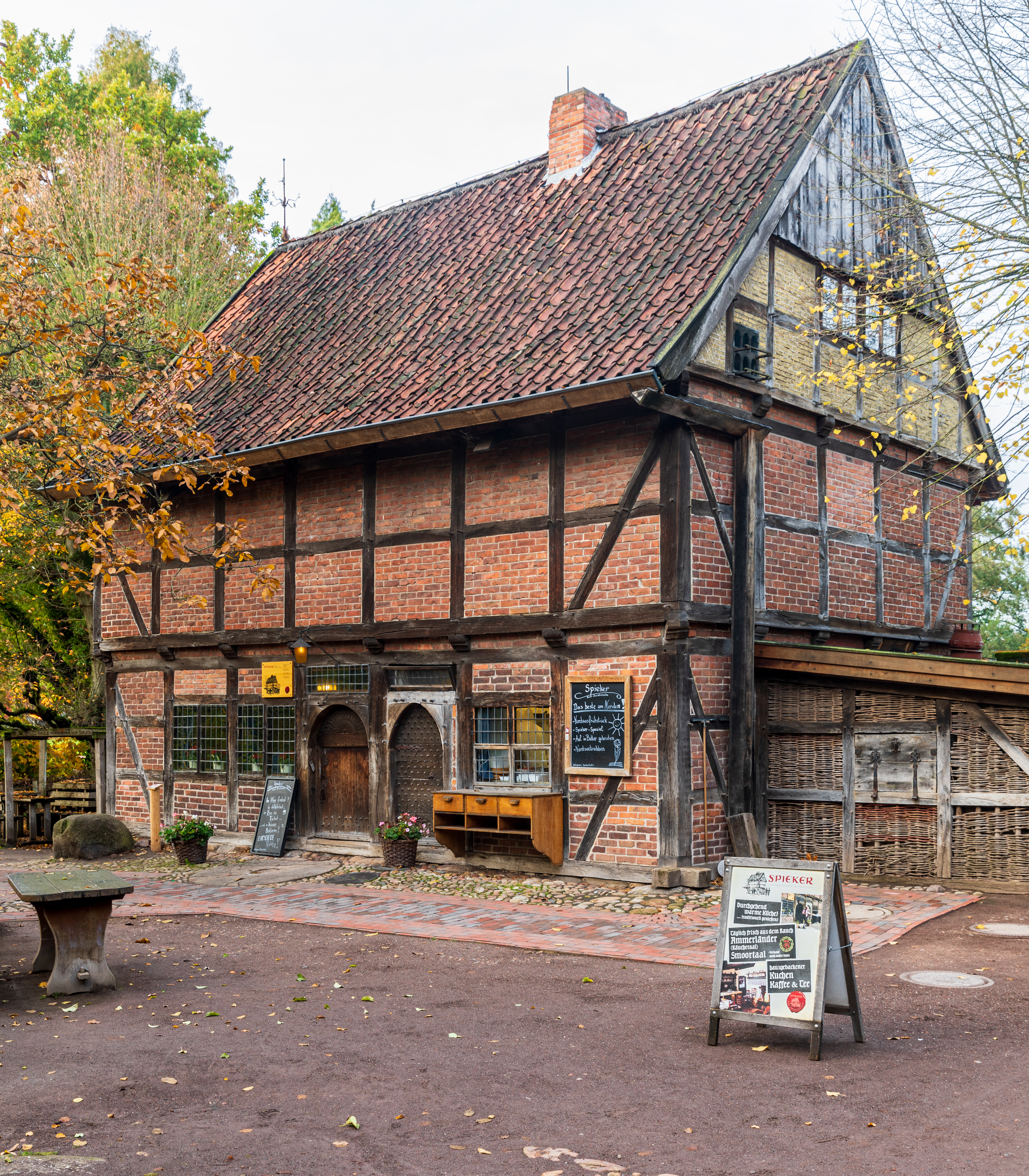
Spieker
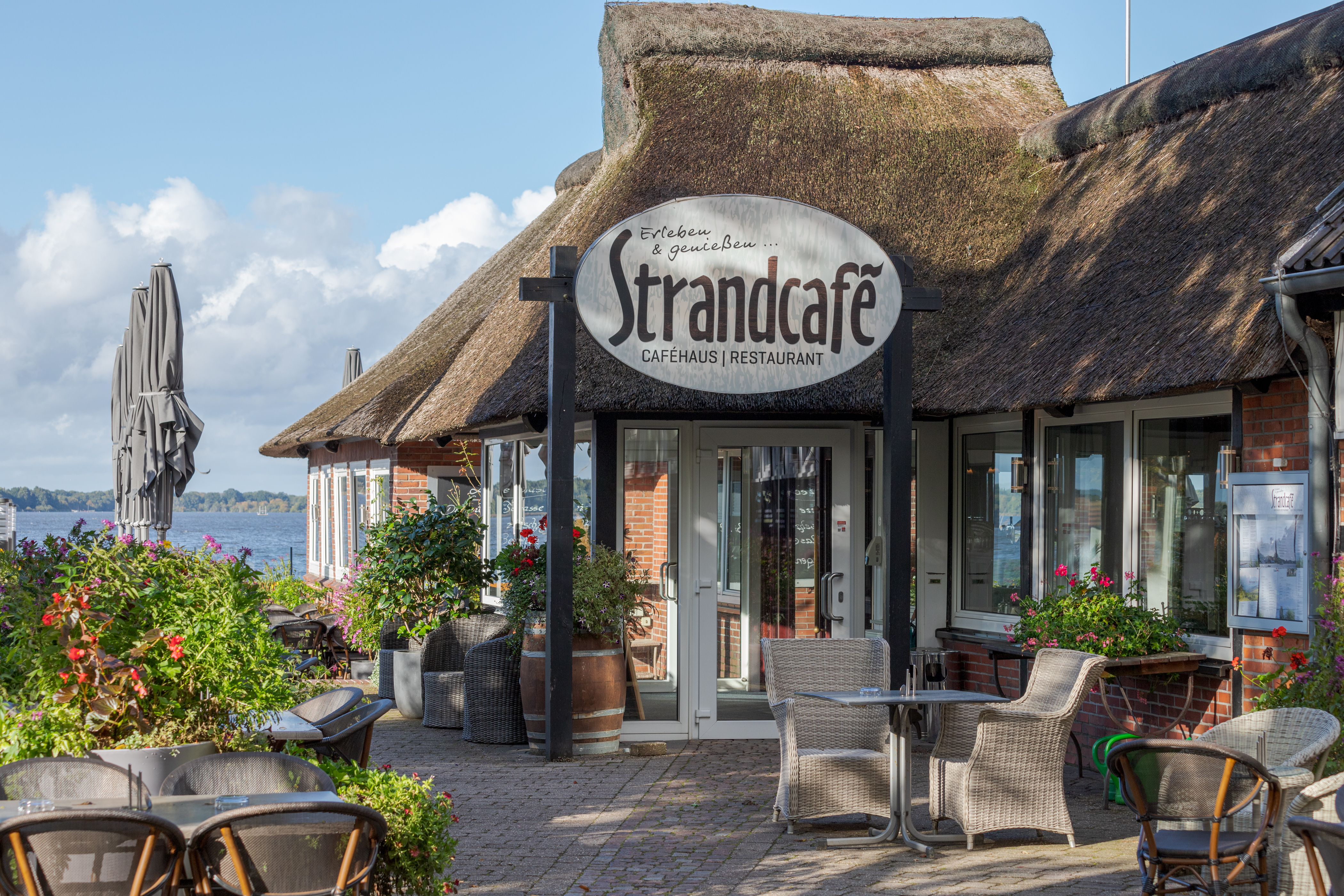
„Strandcafé“ am Meer
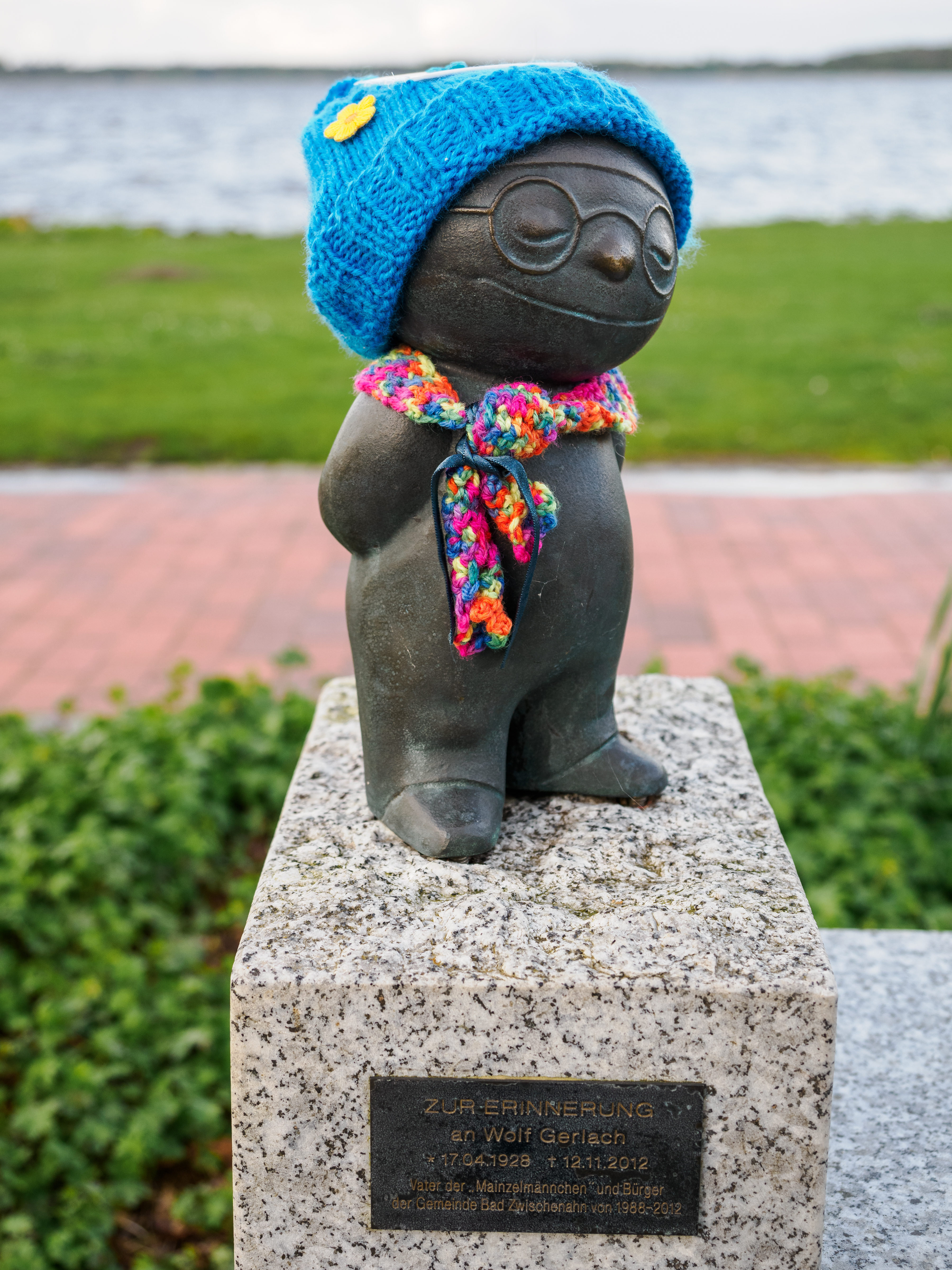
Mainzelmännchen – Wolf-Gerlach-Denkmal
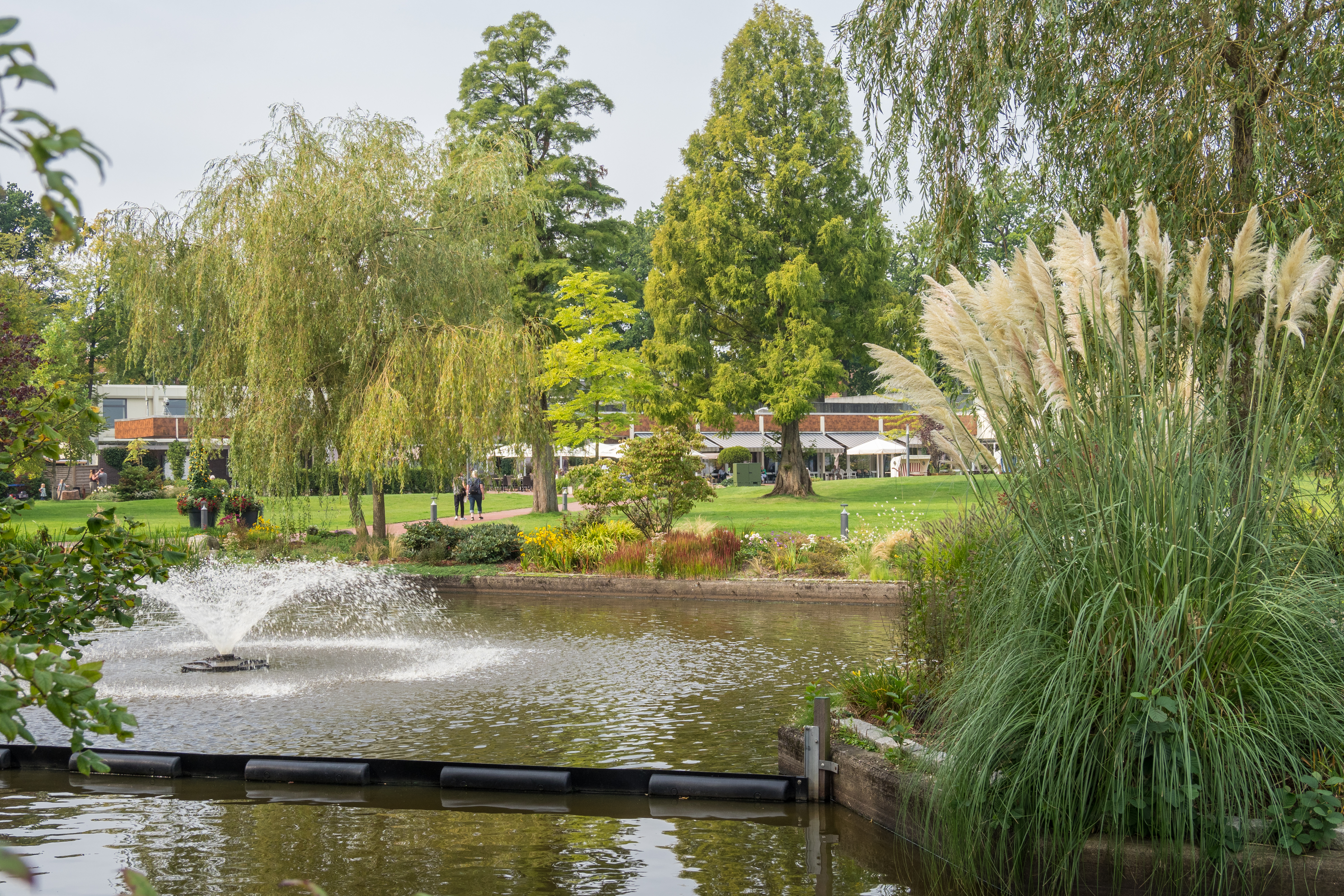
Kurpark mit der Wandelhalle
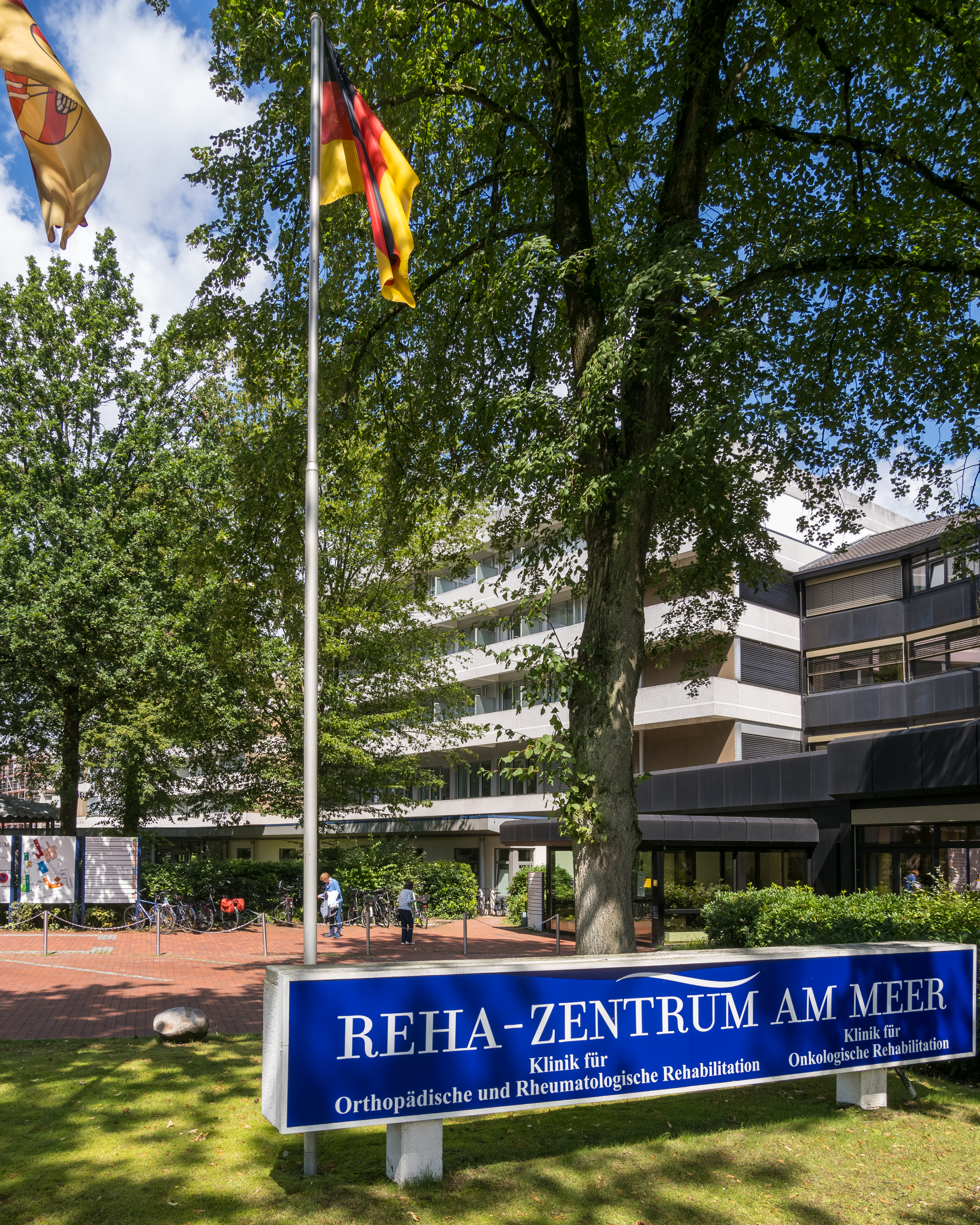
Reha-Zentrum am Meer
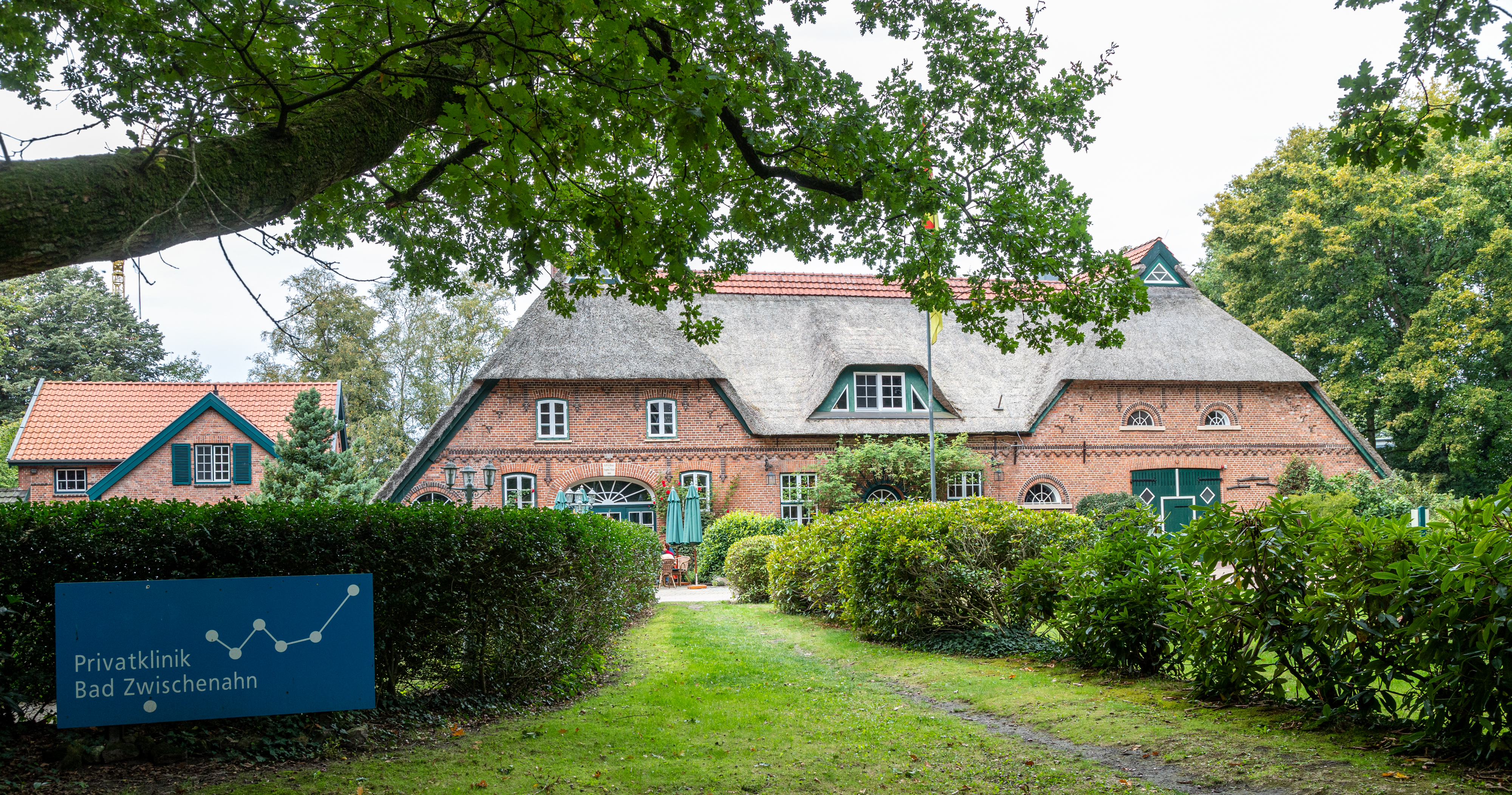
Hisjehof: Privatklinik Bad Zwischenahn (Rostrup)
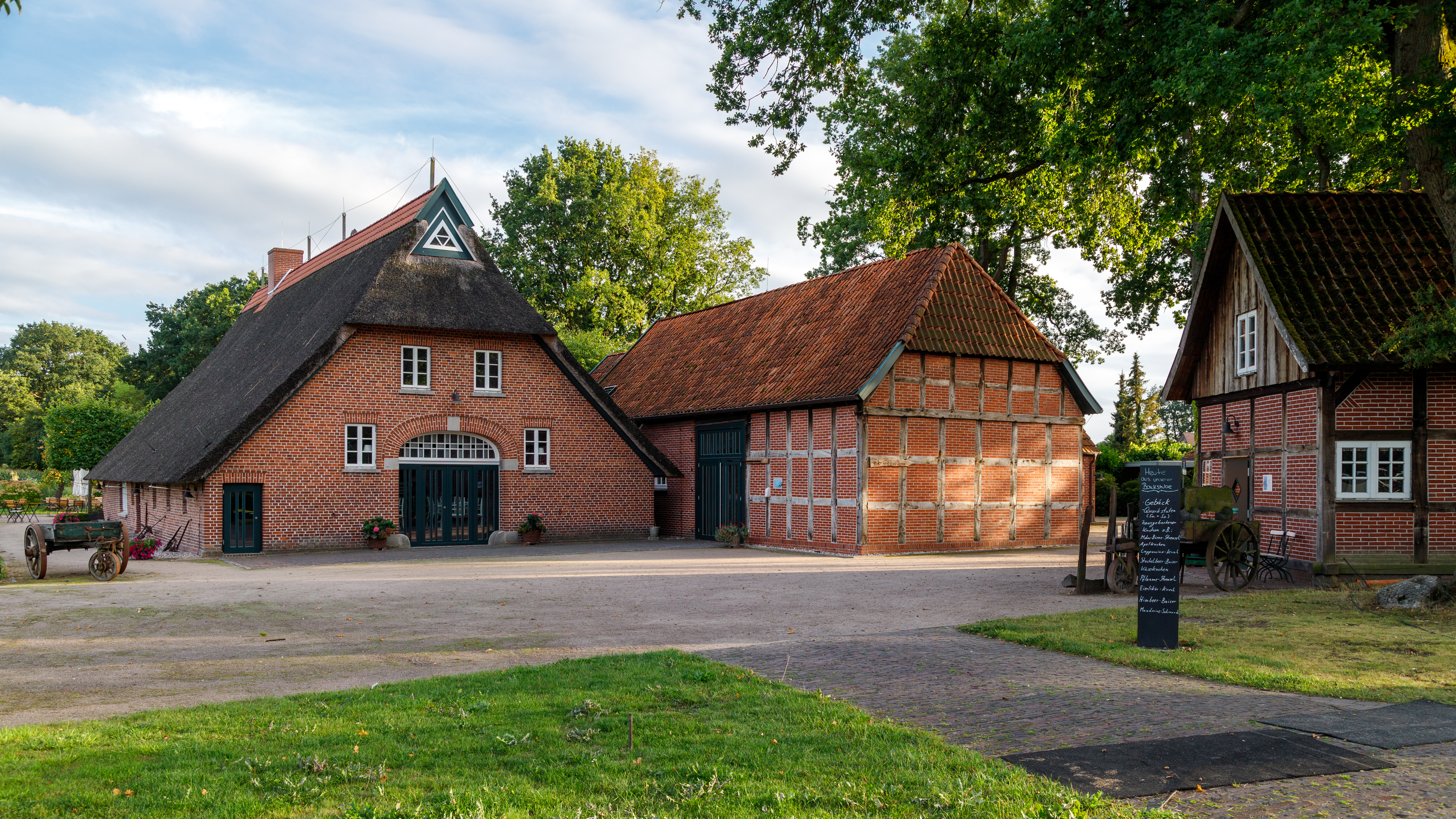
Hof Scholjegerdes
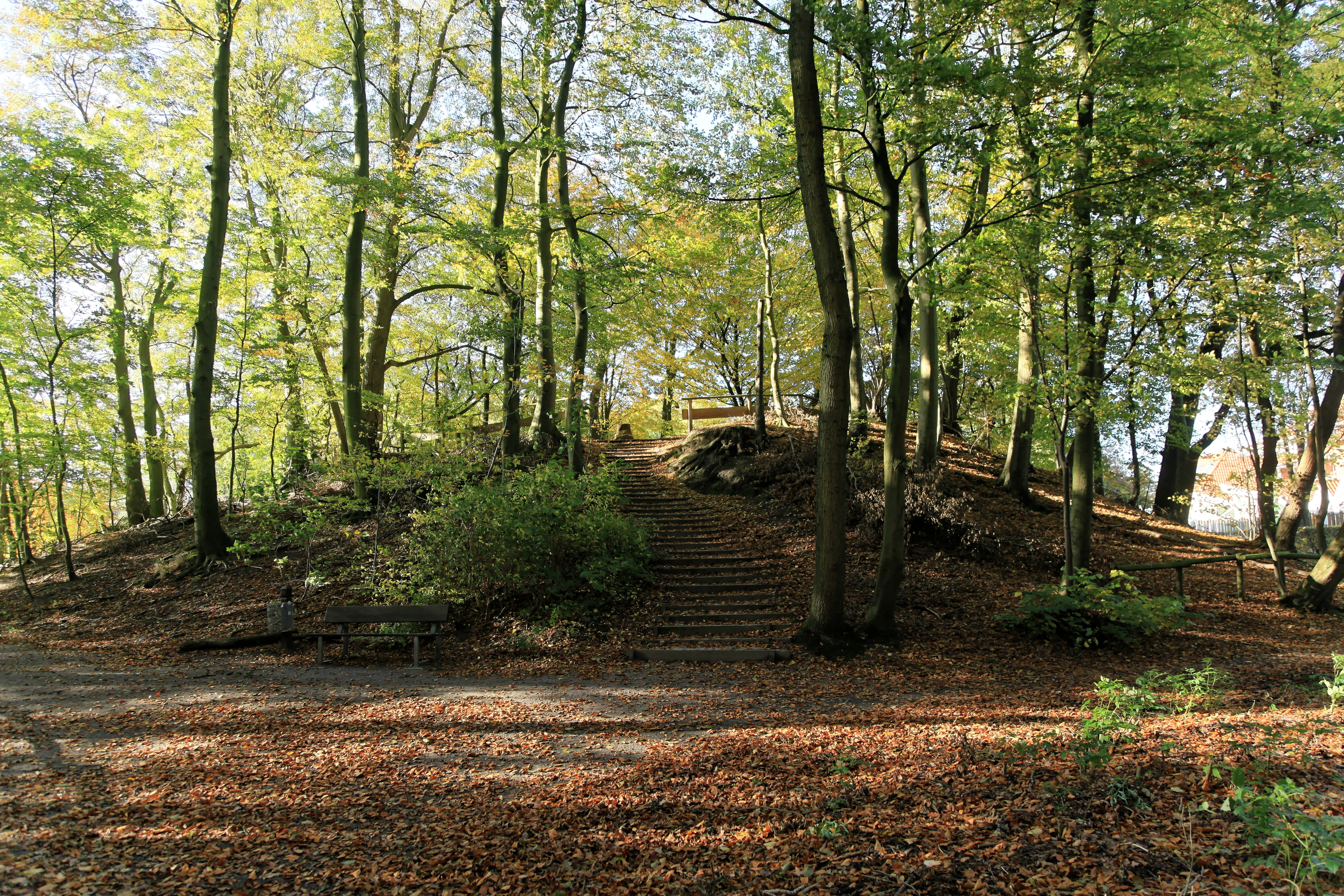
Dreibergen: Burg Elmendorf Hügel 2
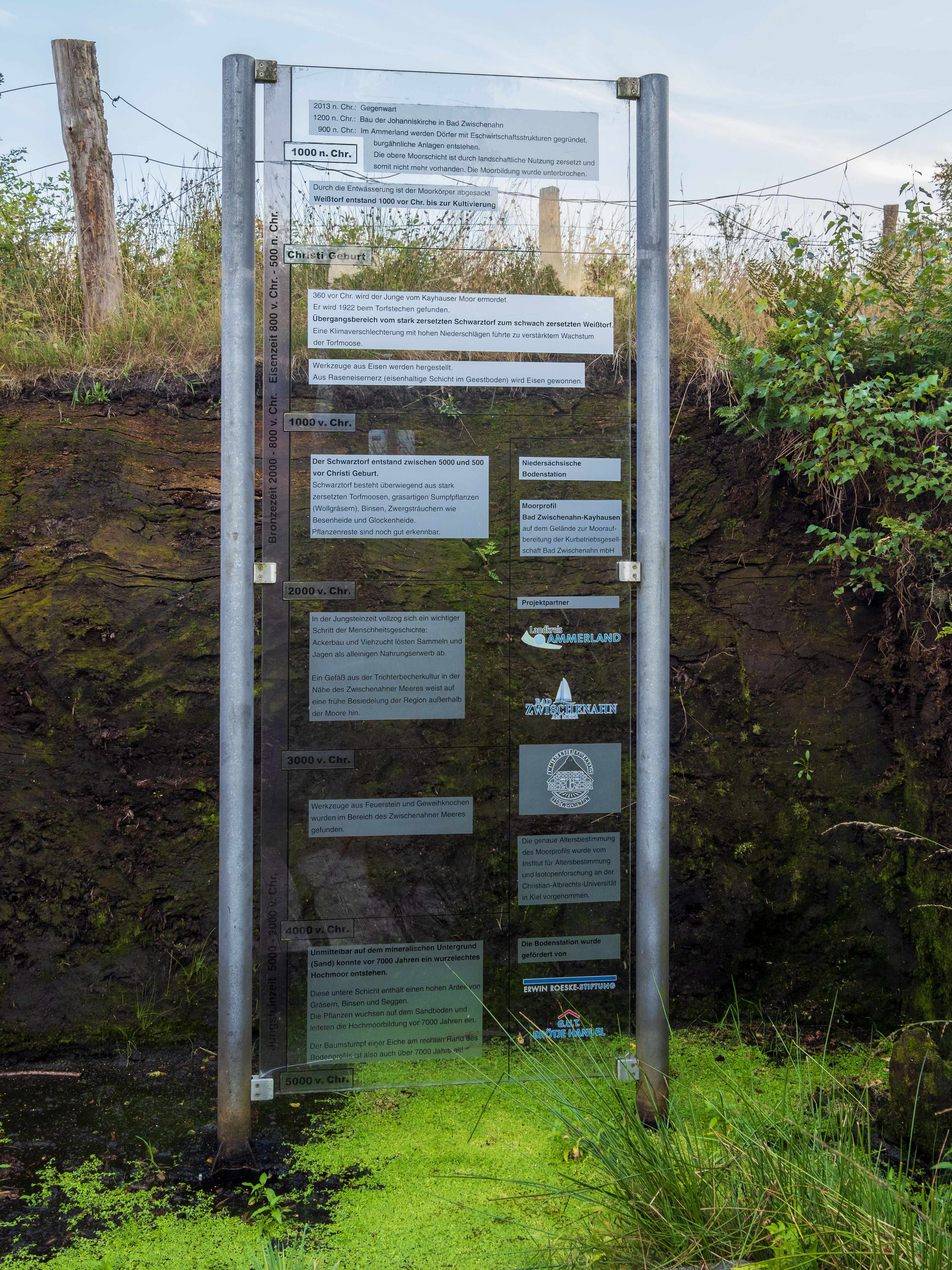
Moorprofil im Kayhauser Moor
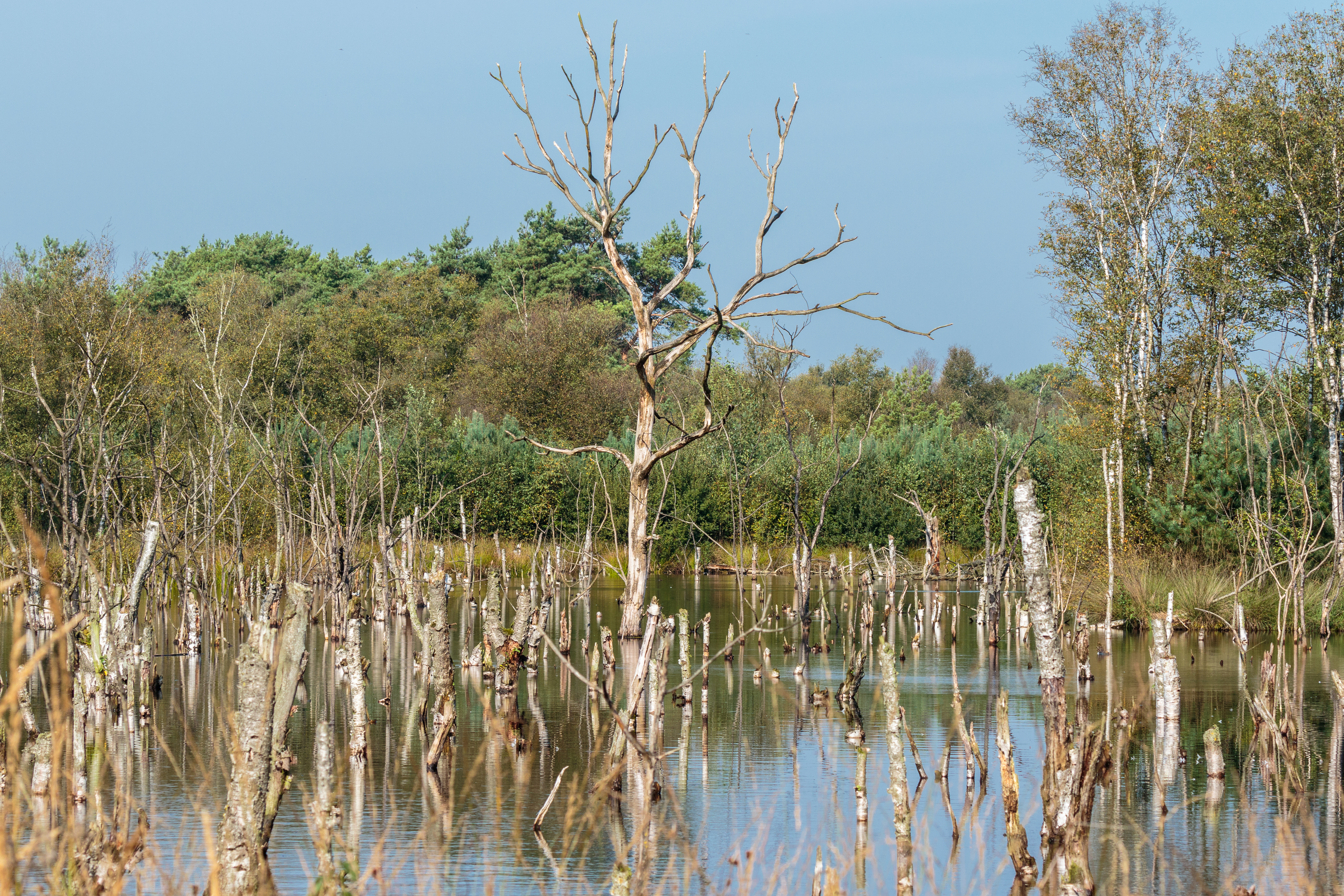
Dänikhorster Moor

## Persönlichkeiten

### Söhne und Töchter der Gemeinde
- Jakob von der Specken (um 1390, letzte Erwähnung 1456), einflussreicher Drost der oldenburgischen Grafen Dietrich I. und Gerd; ließ 1428 das quellenhistorisch bedeutende „Oldenburger Salbuch“ verfassen
- Wilhelm Heinrich Schüßler (1821–1898), Begründer der „Biochemischen Heilweise“, der Therapie mit sogenannten Schüßler-Salzen
- Diedrich Gerhard Roggemann (1840–1900), Bürgermeister von Oldenburg, Landtagspräsident und Reichstagsabgeordneter
- Johann Alerich Feldhus (1850–1931), Landwirt, Oldenburgischer Kammerpräsident und Landtagsabgeordneter, Ehrenbürger von Bad Zwischenahn
- Johann Heinrich Sandstede (1859–1951), Pflanzenforscher
- Walter Klingenberg (1881–1963), Architekt
- Ernst Osterloh (1889–1967), Politiker (DNVP; NSDAP)
- Hermann Voß (1892–1934), Politiker (NSDAP)
- Johann Roggemann (1900–1981), Politiker (Mitglied des Oldenburgischen Landtages) und NSDAP-Funktionär
- Karl Gorath (1912–2003), NS-Opfer
- Johann Hinrichs (* 1934), in Ohrwege geborener Politiker  und MdL Niedersachsens
- Susanne Menge (* 1960), (Bündnis 90/Die Grünen), MdL Niedersachsens, MdB
- Carsten Linke (* 1965), ehemaliger Fußballspieler von Hannover 96

### Mit Bad Zwischenahn verbunden

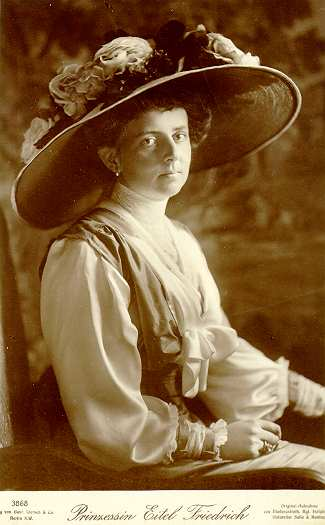
Sophie Charlotte von Oldenburg, 1913

- Graf Gerhard (Gerd) der Mutige (1430–1500), See- und Straßenräuber, Regent von Bad Zwischenahn
- Richard Friese (1854–1918), bedeutender deutscher Tiermaler und -Plastiker, verstorben in Bad Zwischenahn
- Georg Bernhard Müller vom Siel (1865–1939), Maler, lebte 1909–1939 in Wehnen
- Johann Friedrich Höger, genannt Fritz Höger (1877–1949), Architekt, baute 1928 den Wasserturm in Bad Zwischenahn
- Sophie Charlotte von Oldenburg (1879–1964), lebte von 1951 bis zu ihrem Tod in einem kleinen Haus in Bad Zwischenahn.
- Alma Rogge (1894–1969), Schriftstellerin, ihr Lustspiel De Vagentschooster wurde 1921 im „Ammerländer Bauernhaus“ in Bad Zwischenahn uraufgeführt
- Adolf Georg Niesmann (1899–1990), Maler, starb hier
- Karl Dieter Zoller (1921–1993), Archäologe, gründete 1965 die Siedlungsarchäologische Forschungsstelle in Bad-Zwischenahn
- Dieter Nordholz (1926–2023), Zahnmediziner und ehemaliger Inspizient Zahnmedizin der Bundeswehr
- Wolf Gerlach (1928–2012), deutscher Bühnenbildner und Erfinder der Mainzelmännchen
- Rolf Schmiederer (1928–1979), Politikdidaktiker, in Bad Zwischenahn verstorben
- Horst Eckert (* 1931), bekannt als Janosch, Autor und Maler, lebte von 1946 bis 1952 und dann noch einmal von 1953 bis 1958 in Bad Zwischenahn
- Hilka Koch, (1938–2020), Autorin, lebte von 1950 in Bad Zwischenahn
- Udo Pastörs (* 1952), Politiker der NPD, ist hier aufgewachsen.
- Horst Bösing (* 1954), Komponist und Musikproduzent komponierte hier die meisten seiner Werke, u. a. für die Landesgartenschau 2002
- Werner Heinze (* 1955), Maler, lebt und arbeitet seit 1999 in Ofen
- Ferdinand Rohde (* 1957), ehemaliger Bundesligaspieler, lebt in Bad Zwischenahn
- Michael Thürnau (* 1963), Bingobär, lebt in Bad Zwischenahn
- Eva Högl (* 1969), Wehrbeauftragte des Deutschen Bundestages, aufgewachsen in Ofen, Abitur 1988 in Bad Zwischenahn
- Jens Koch (* 1970), ist ein deutscher Drehbuchautor und Schriftsteller im Bereich Belletristik, der unter dem Pseudonym Jando bekannt wurde.
- Michael Ramsauer (* 1970), Maler, machte hier sein Abitur